# Città degli Stati Uniti d'America
Lista delle città degli Stati Uniti d'America.

## Lista delle città con popolazione superiore a100 000abitanti

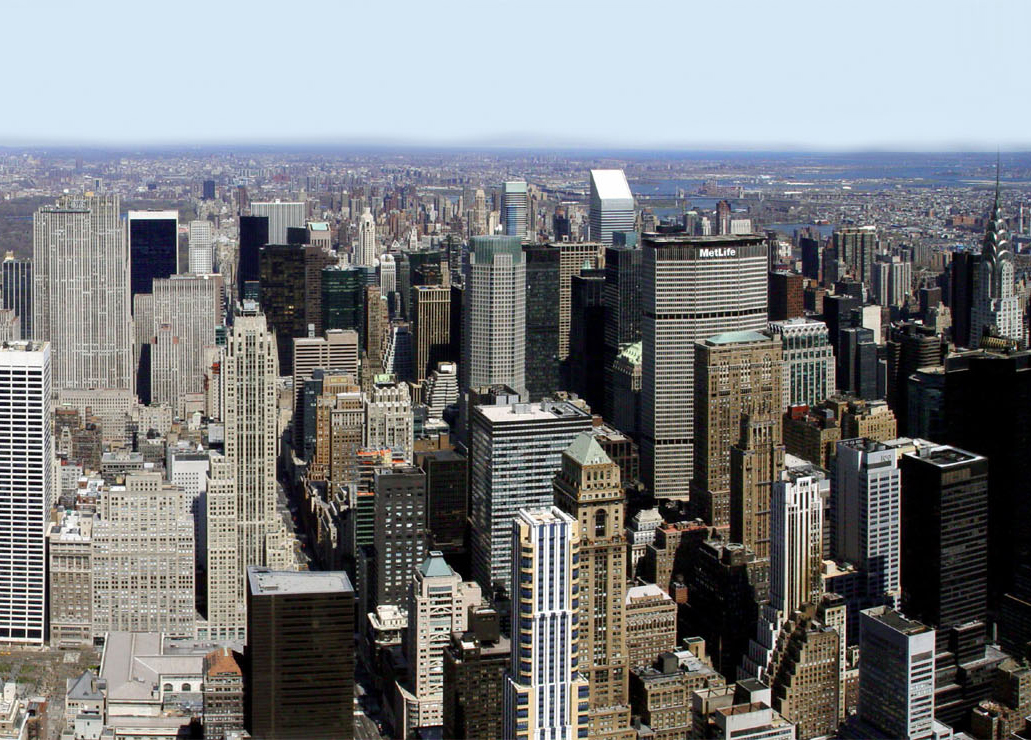
New York (New York)

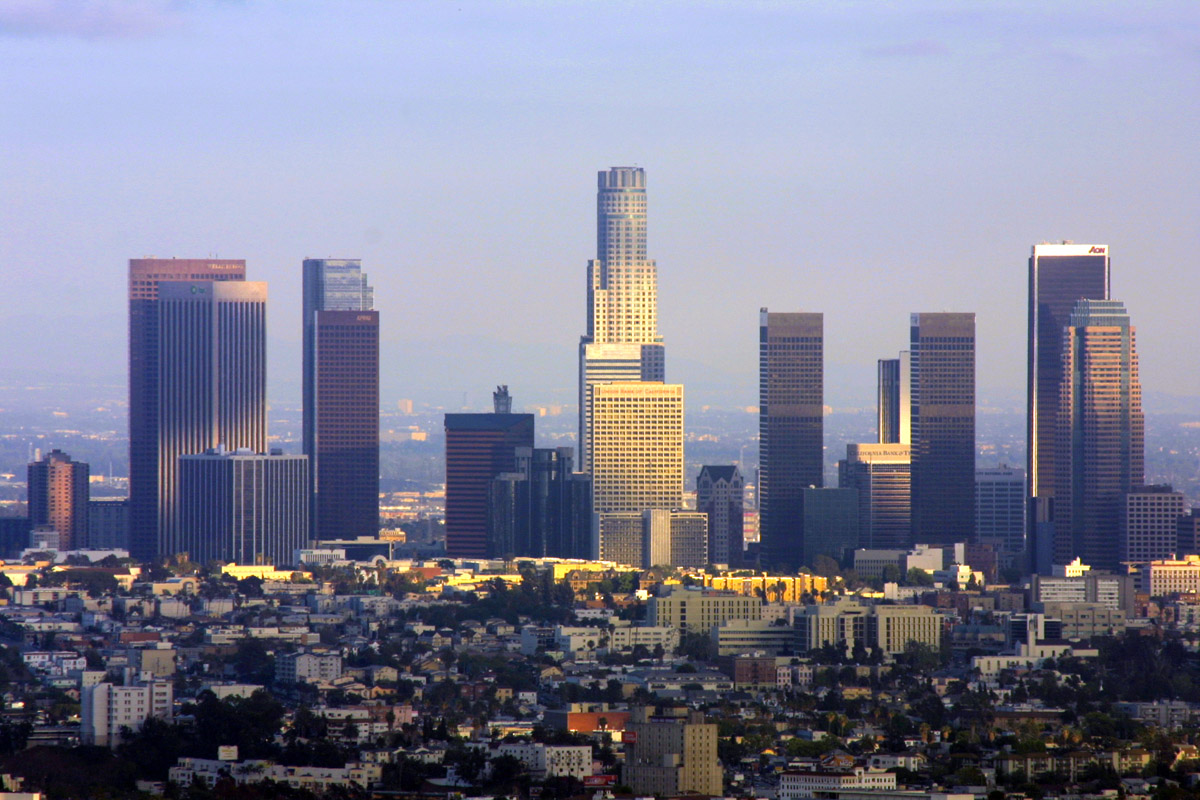
Los Angeles (California)

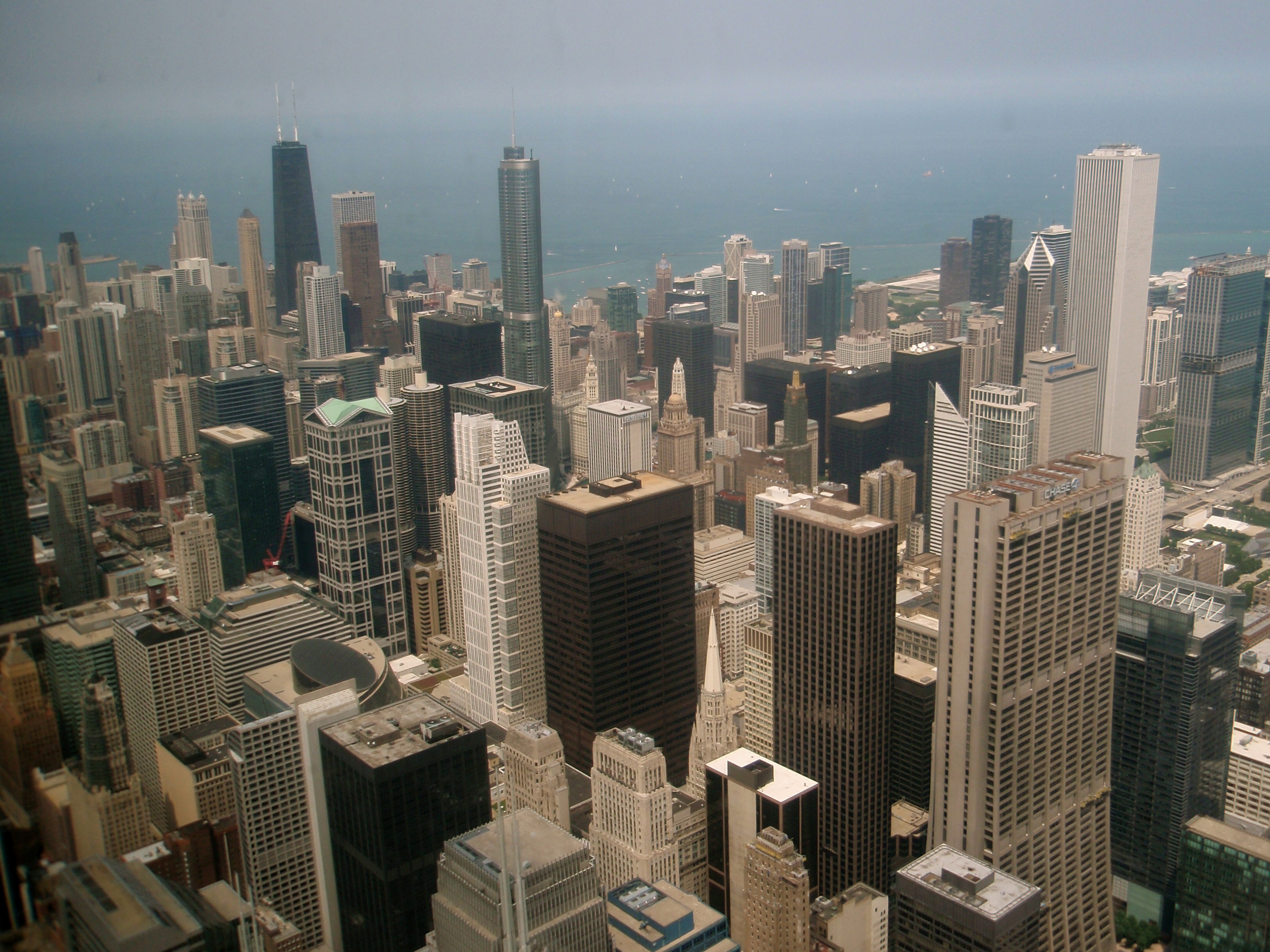
Chicago (Illinois)

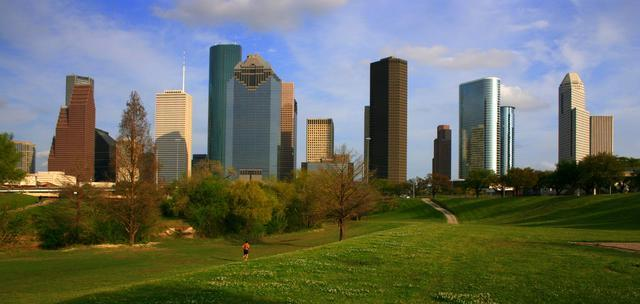
Houston (Texas)

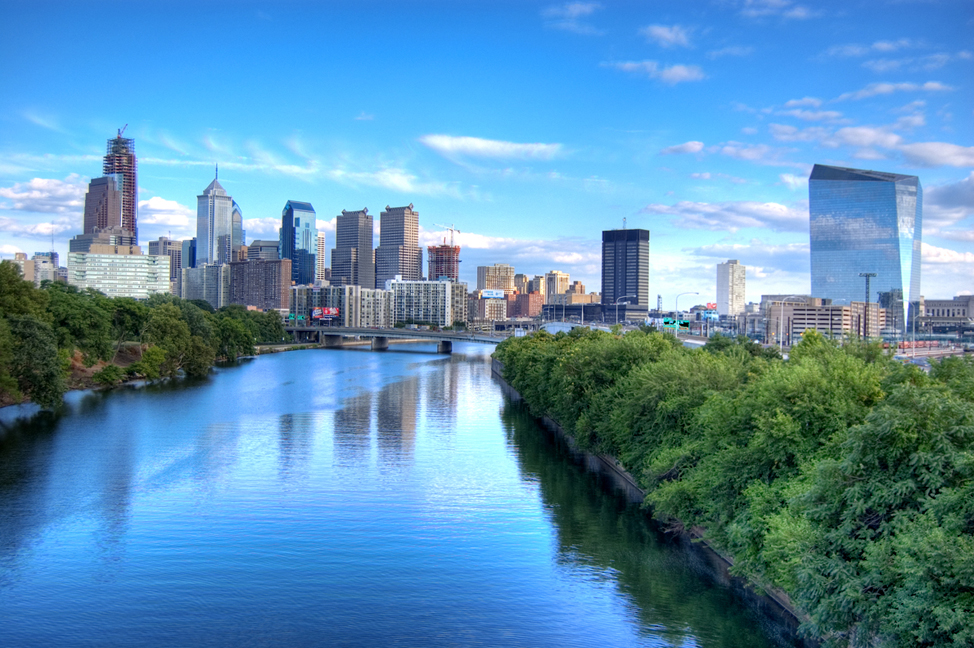
Philadelphia (Pennsylvania)

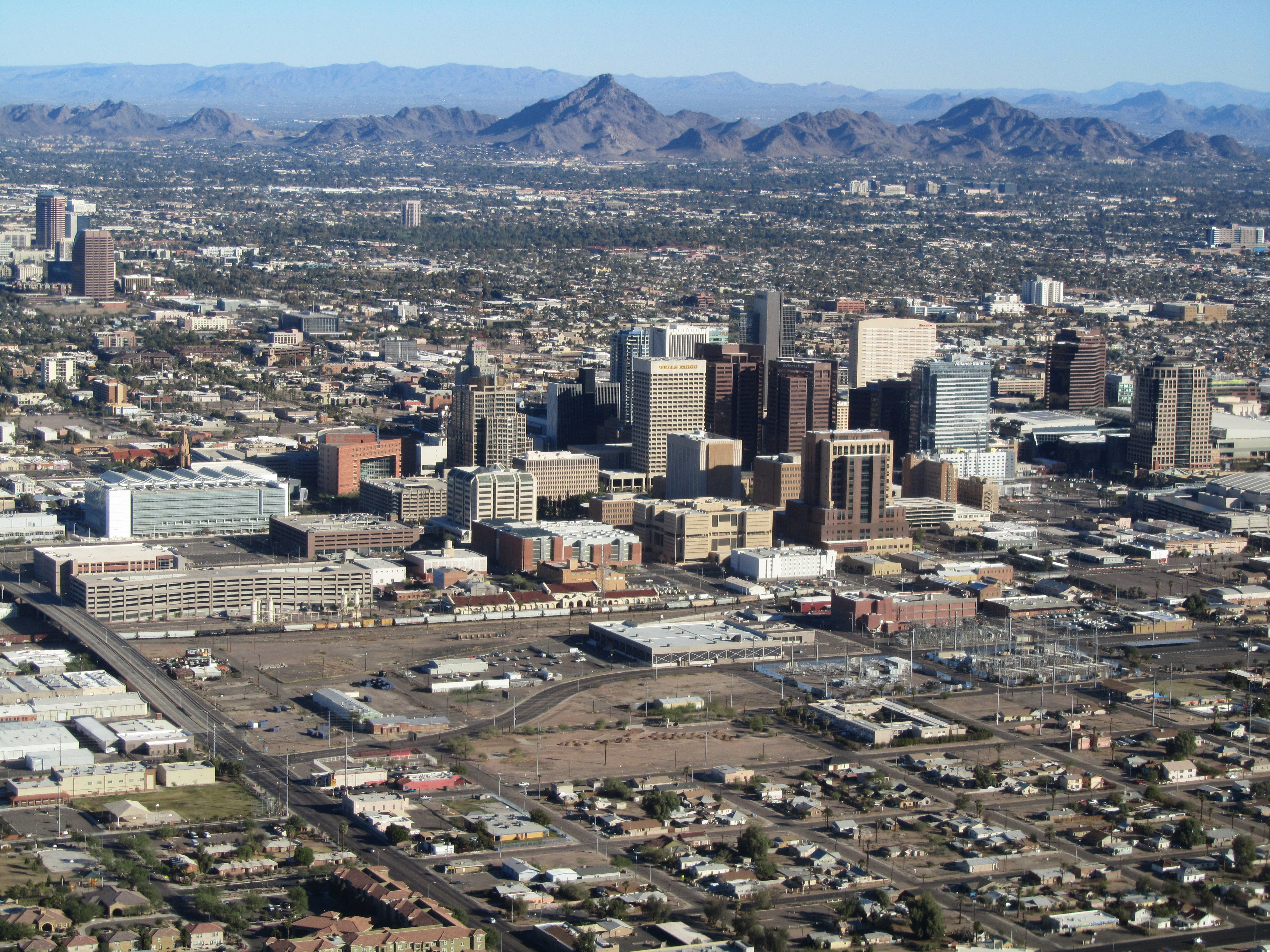
Phoenix (Arizona)

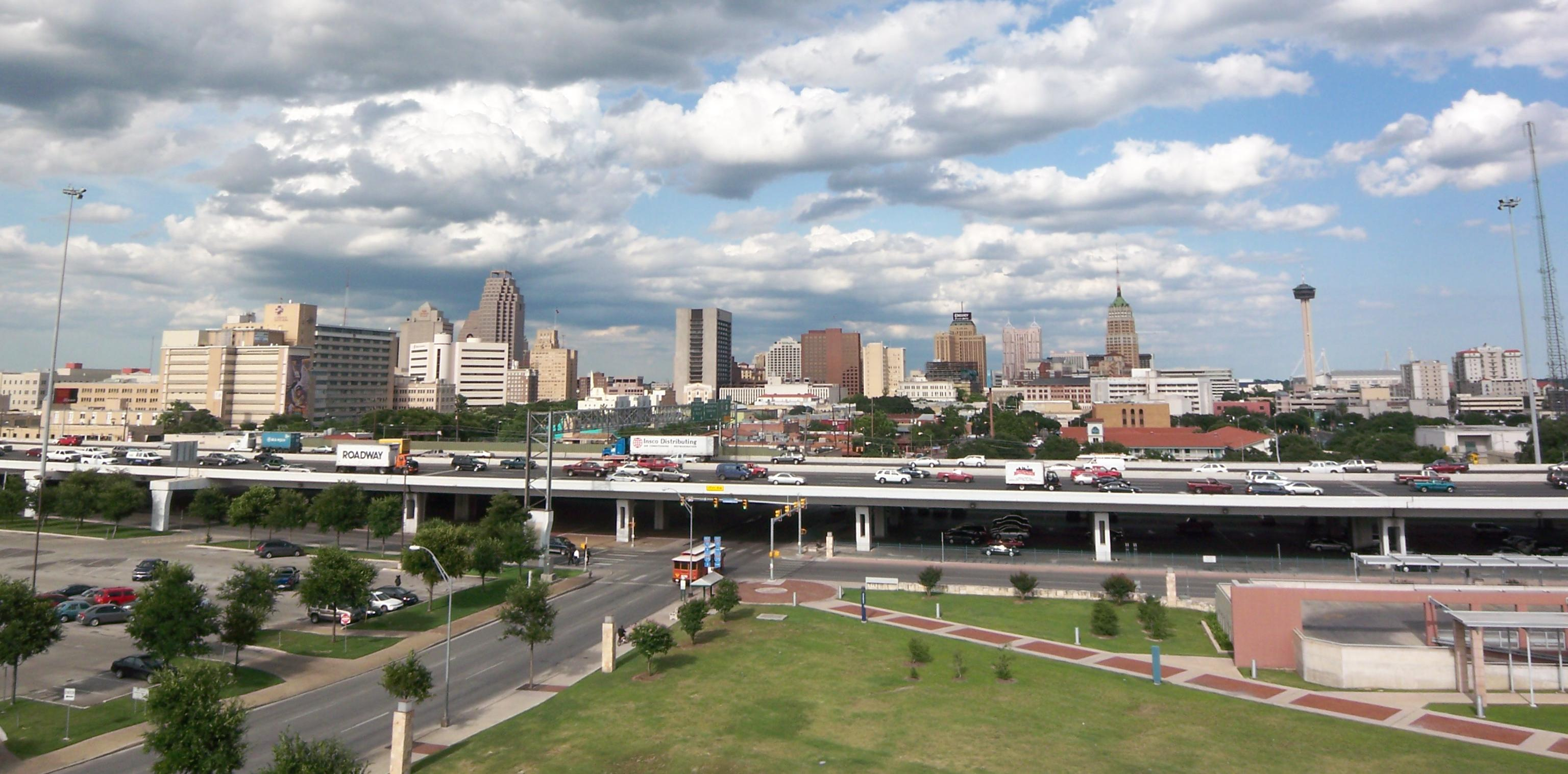
San Antonio (Texas)

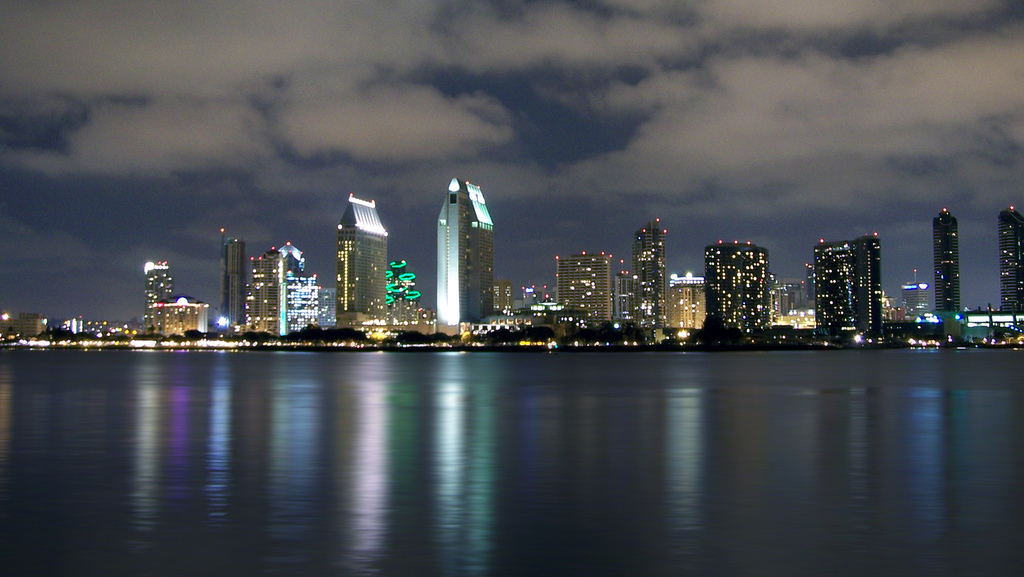
San Diego (California)

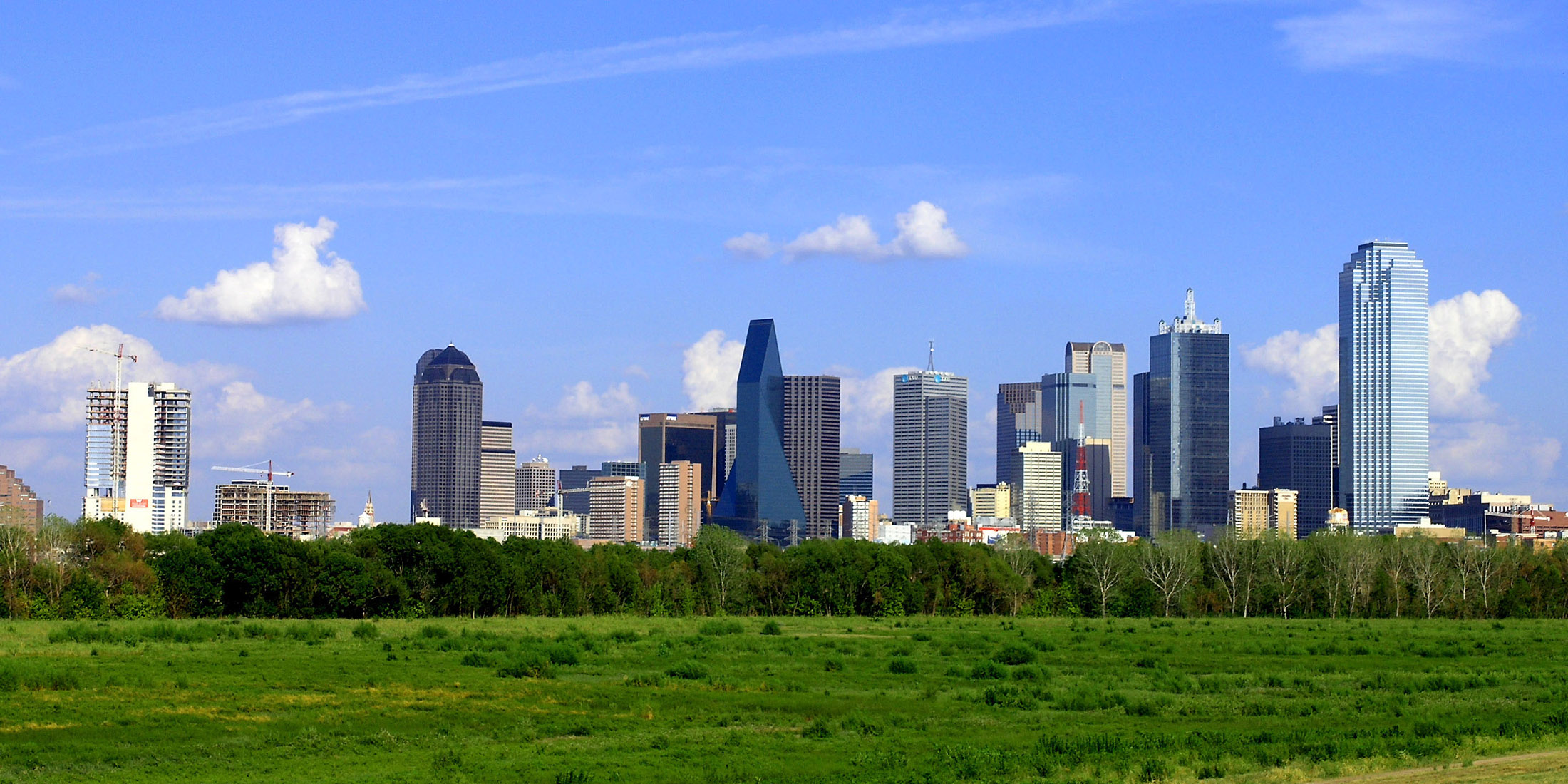
Dallas (Texas)

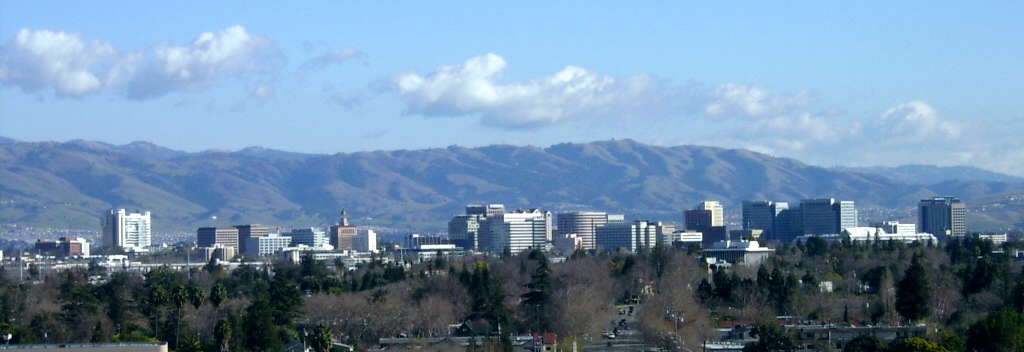
San Jose (California)

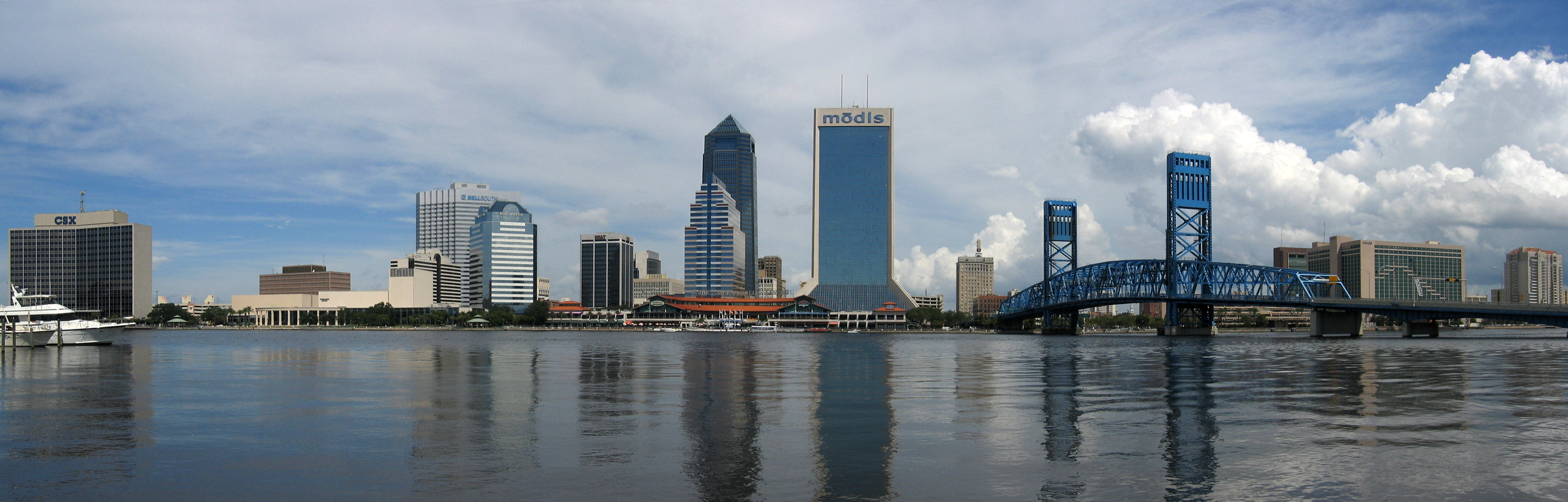
Jacksonville (Florida)

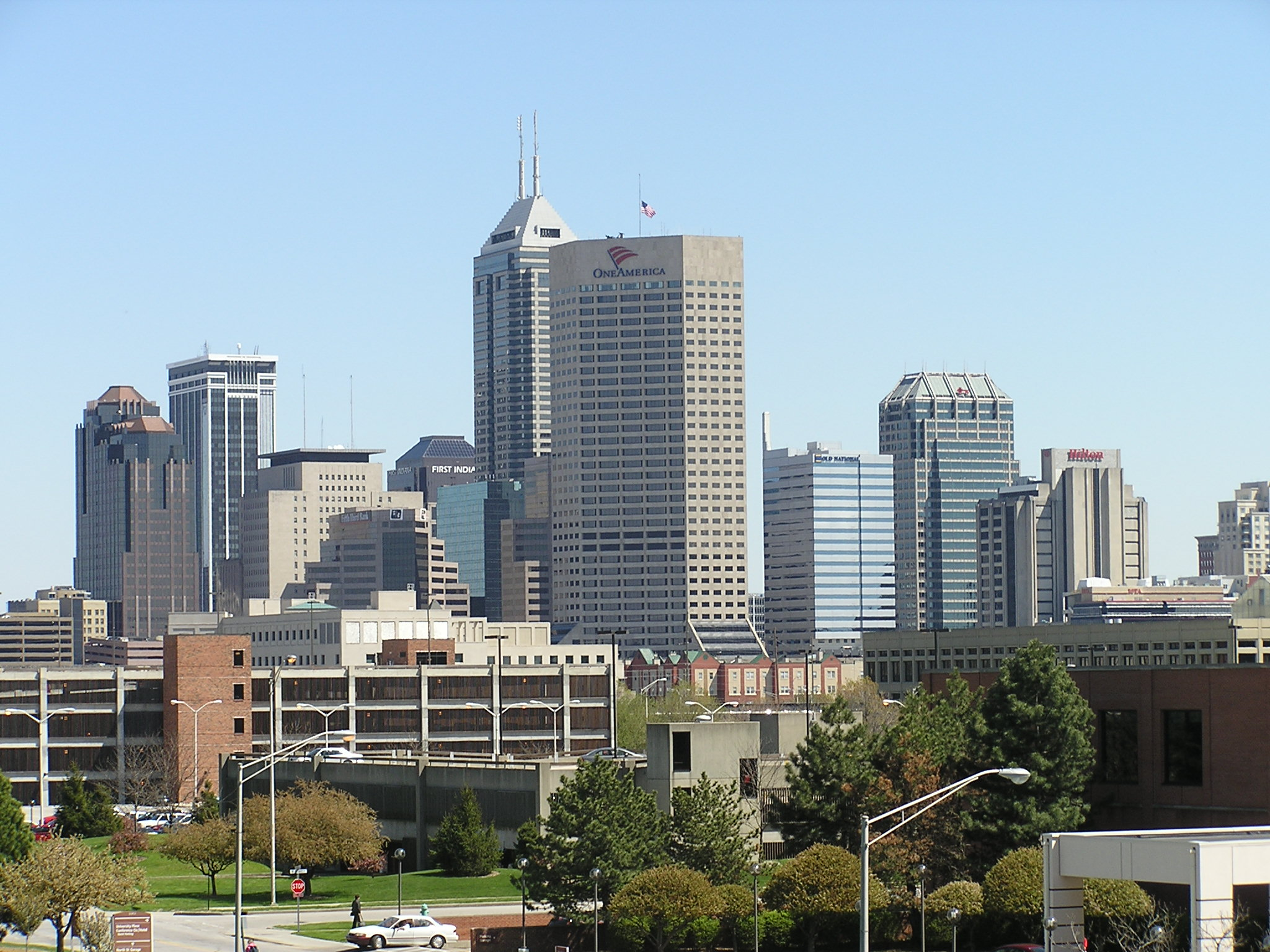
Indianapolis (Indiana)

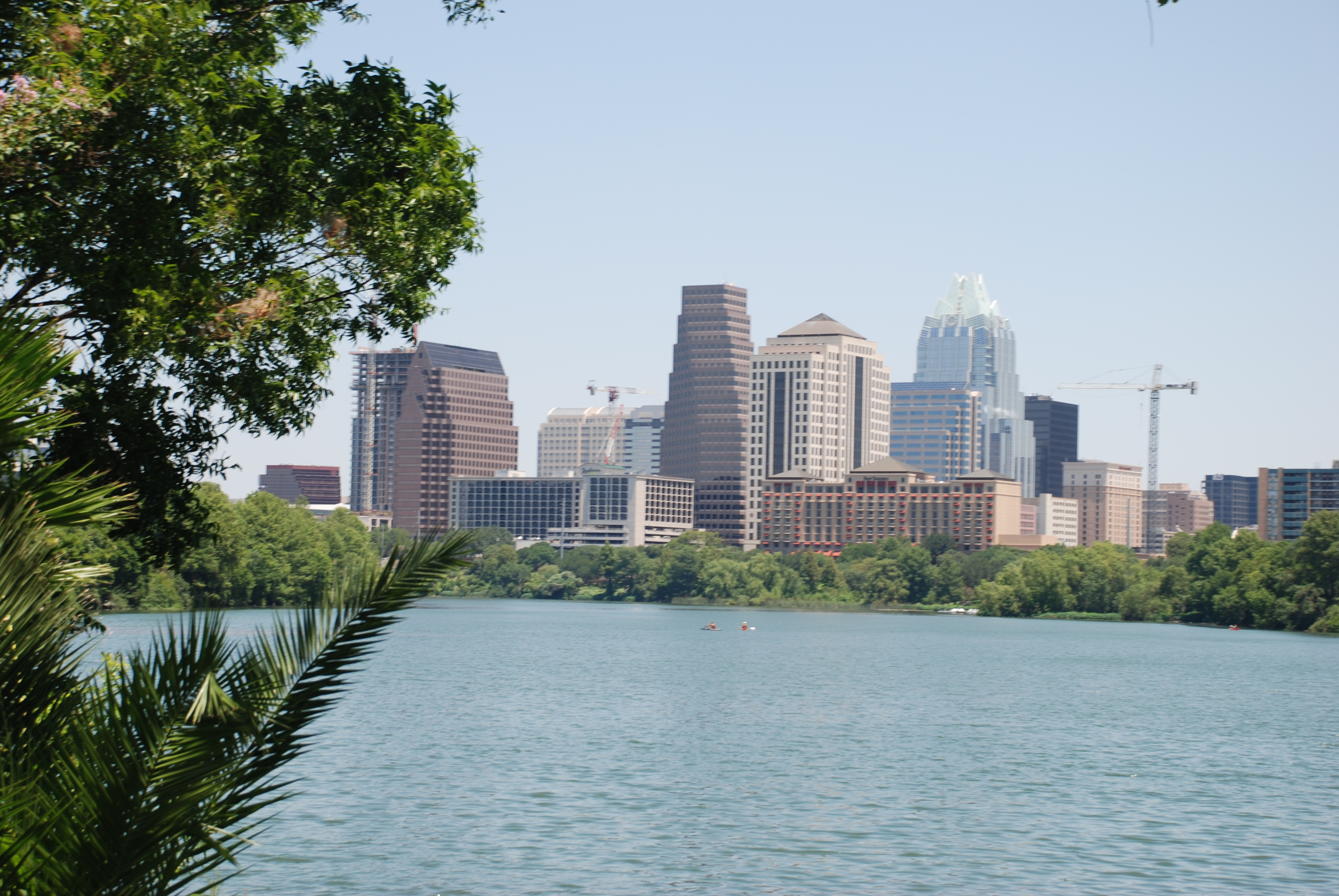
Austin (Texas)

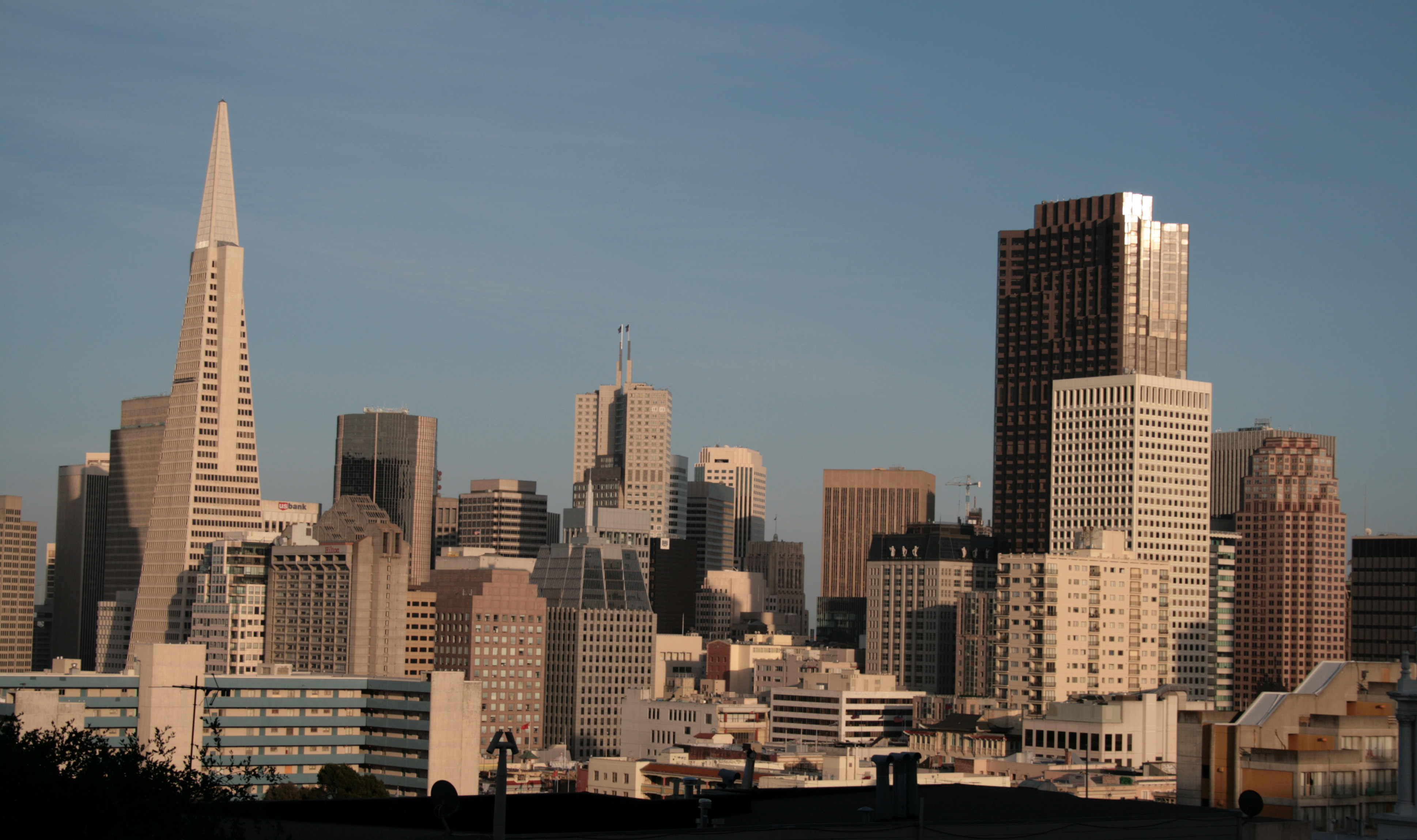
San Francisco (California)

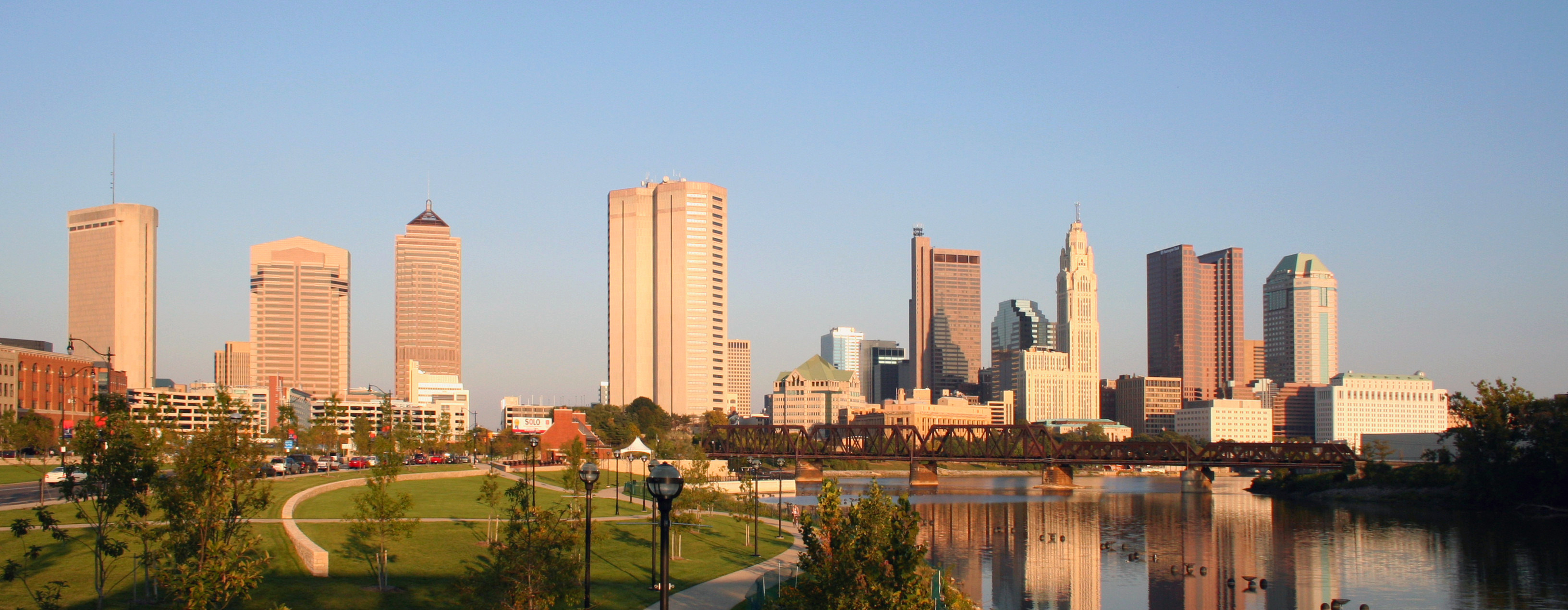
Columbus (Ohio)

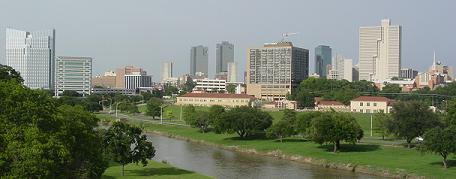
Fort Worth (Texas)

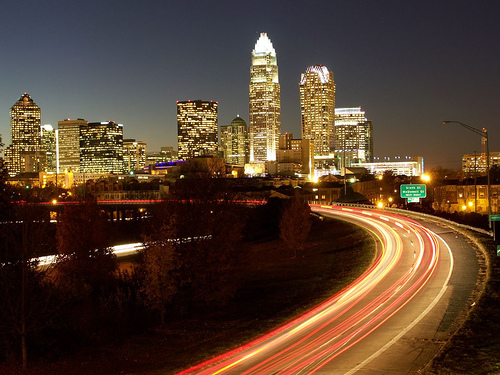
Charlotte, (Carolina del Nord)

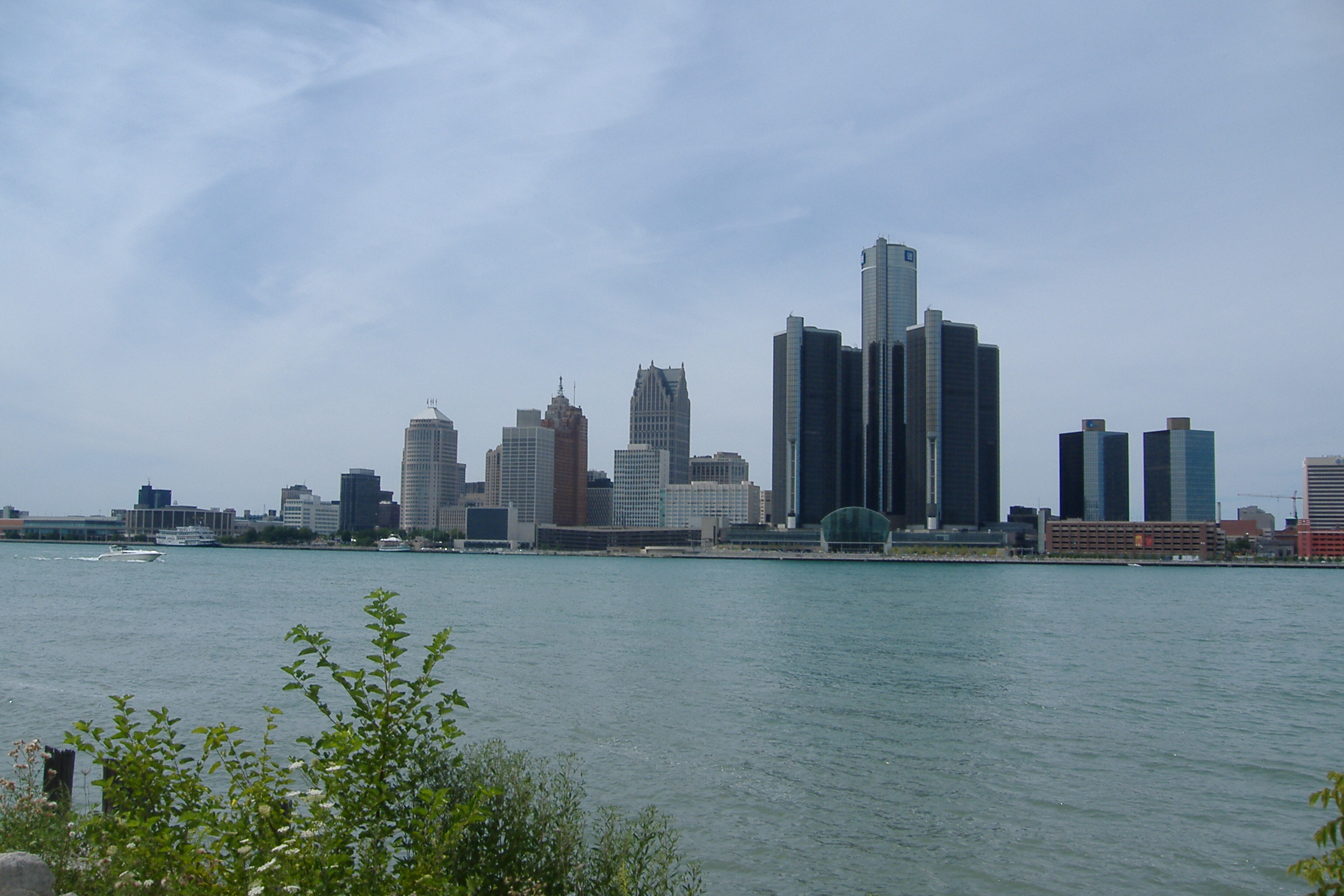
Detroit (Michigan)

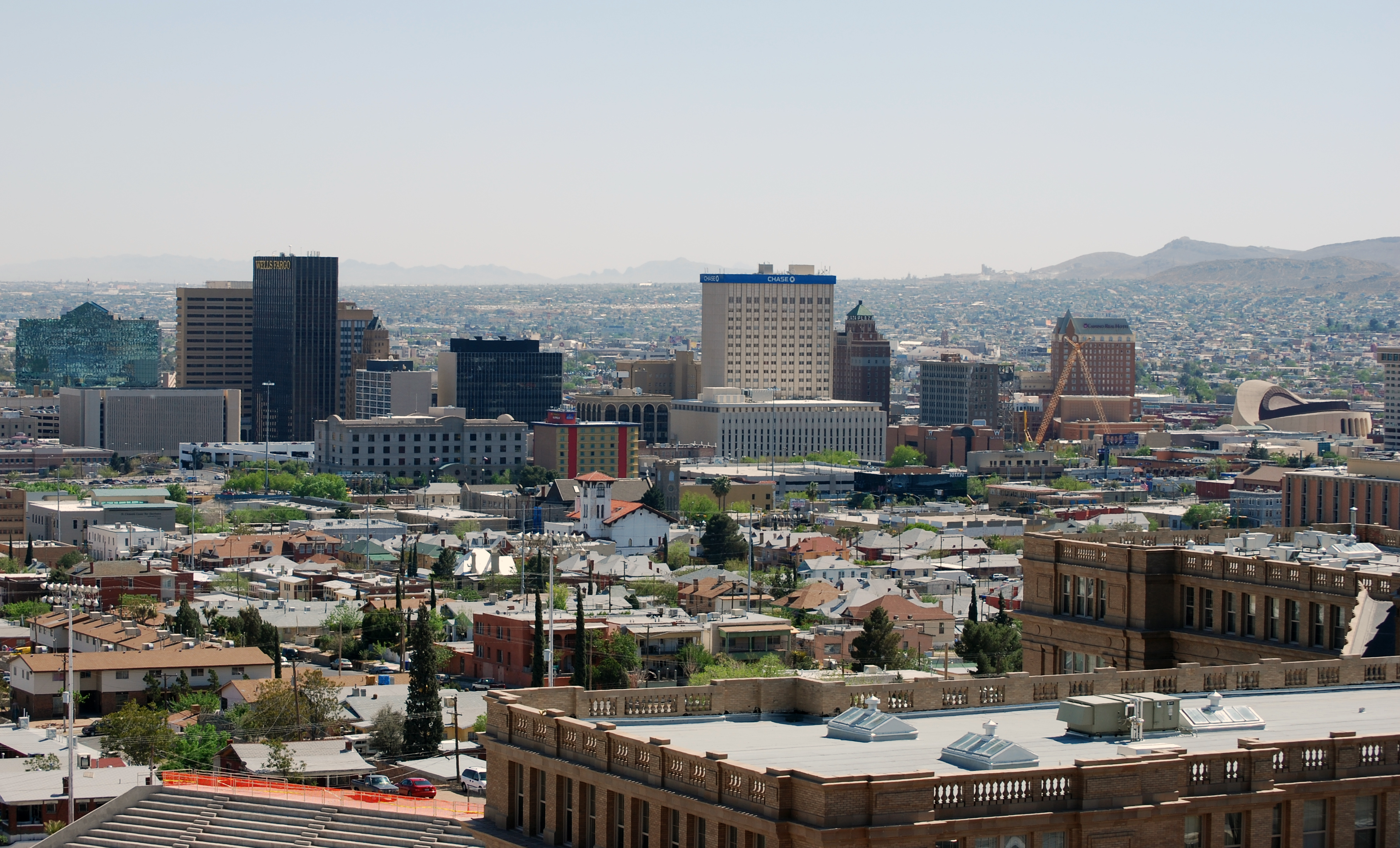
El Paso (Texas)

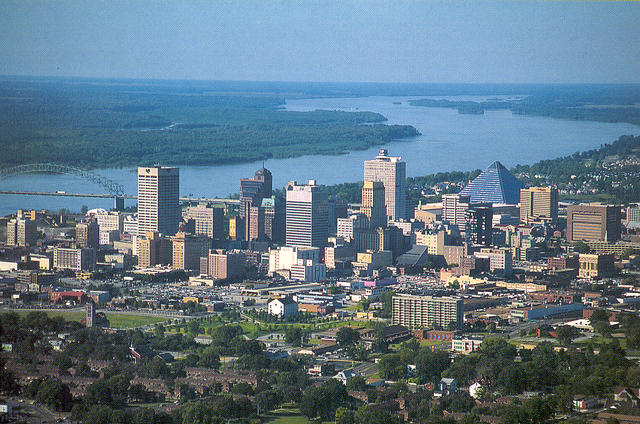
Memphis (Tennessee)

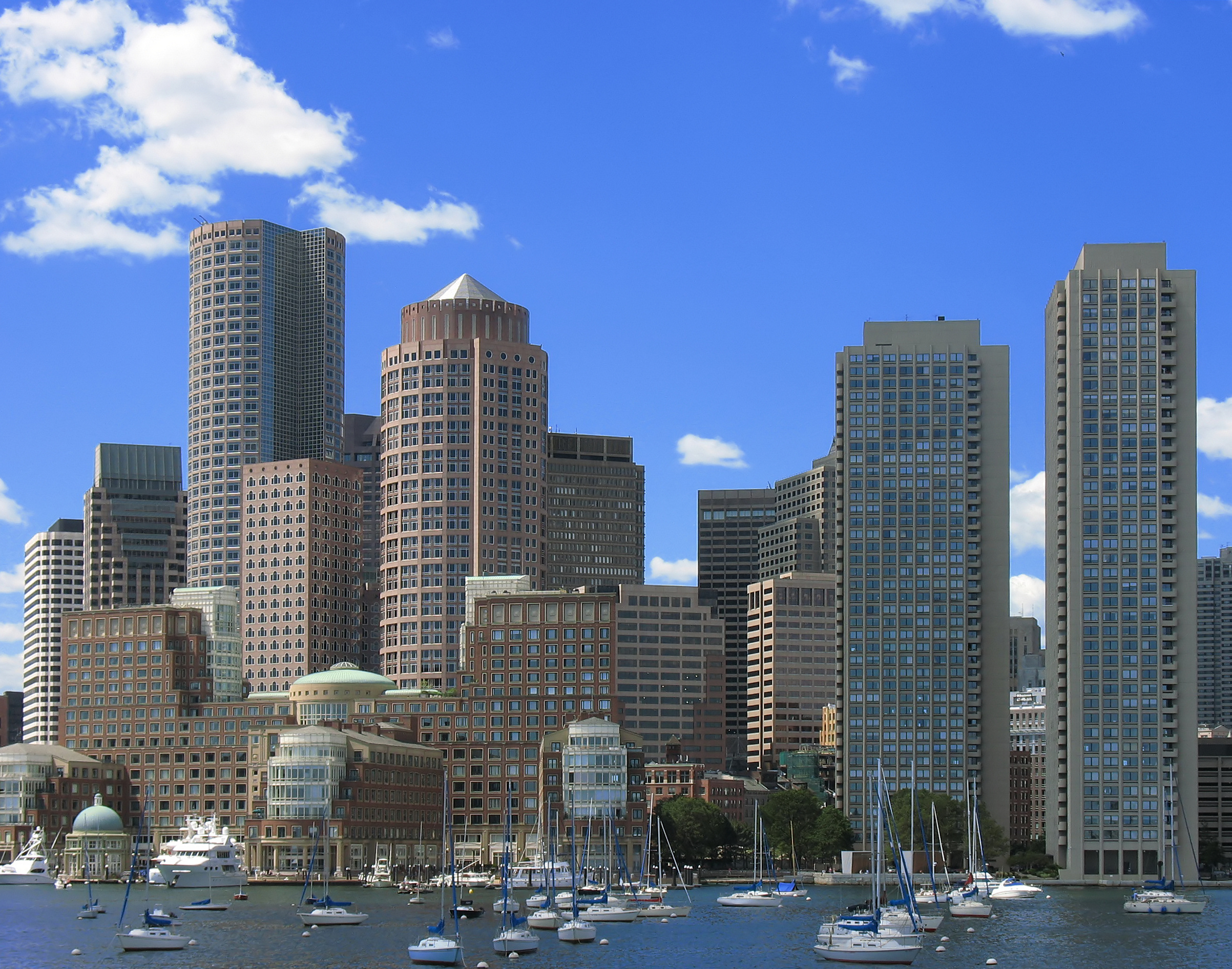
Boston (Massachusetts)

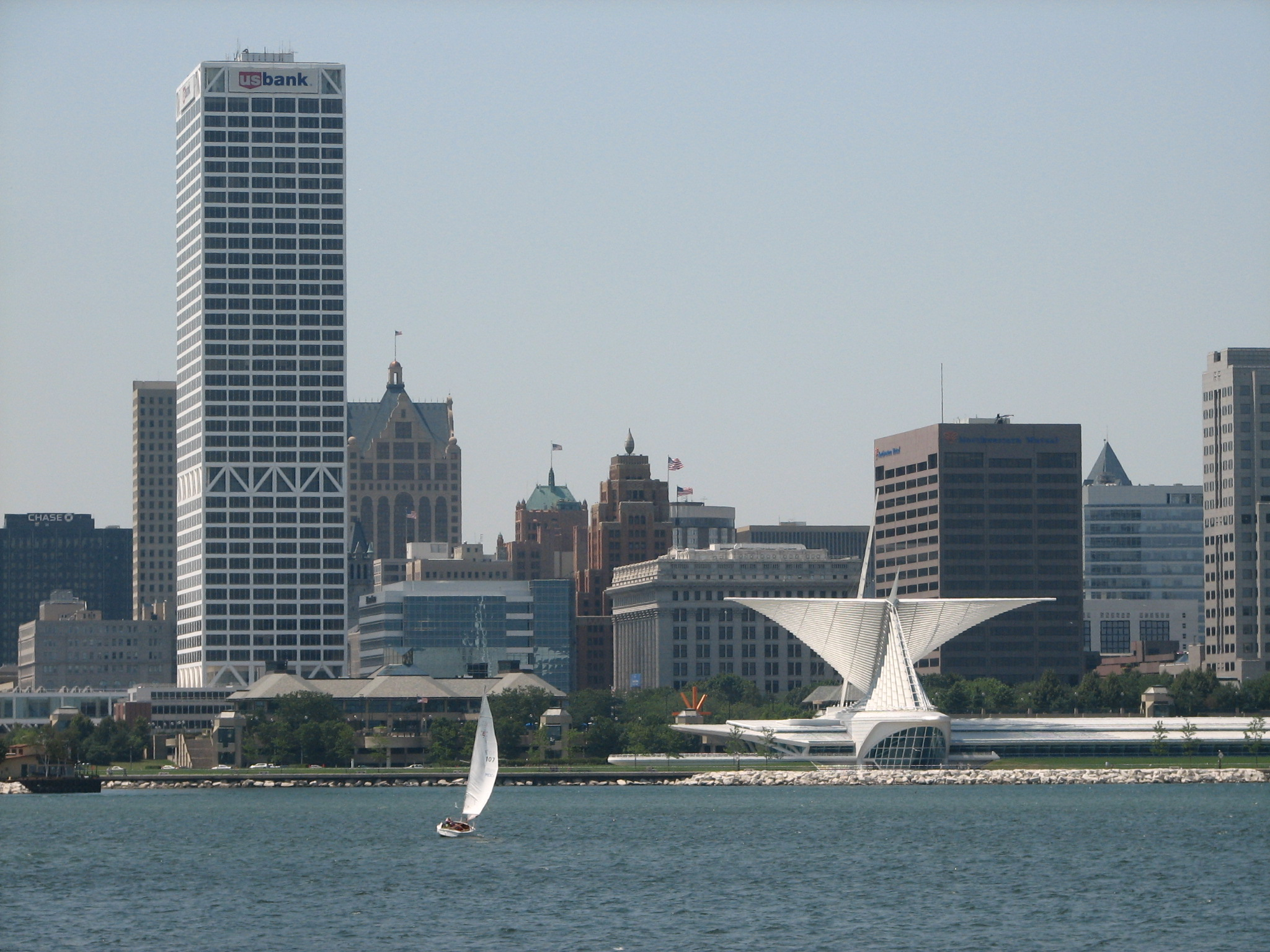
Milwaukee (Wisconsin)

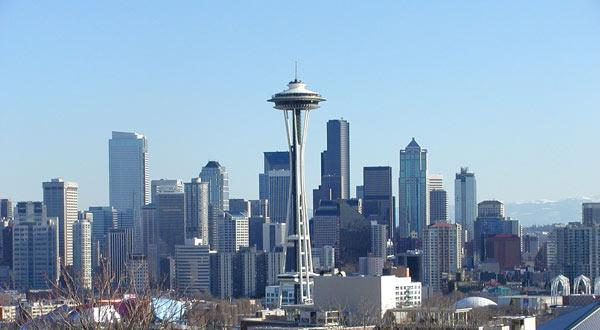
Seattle (Washington)

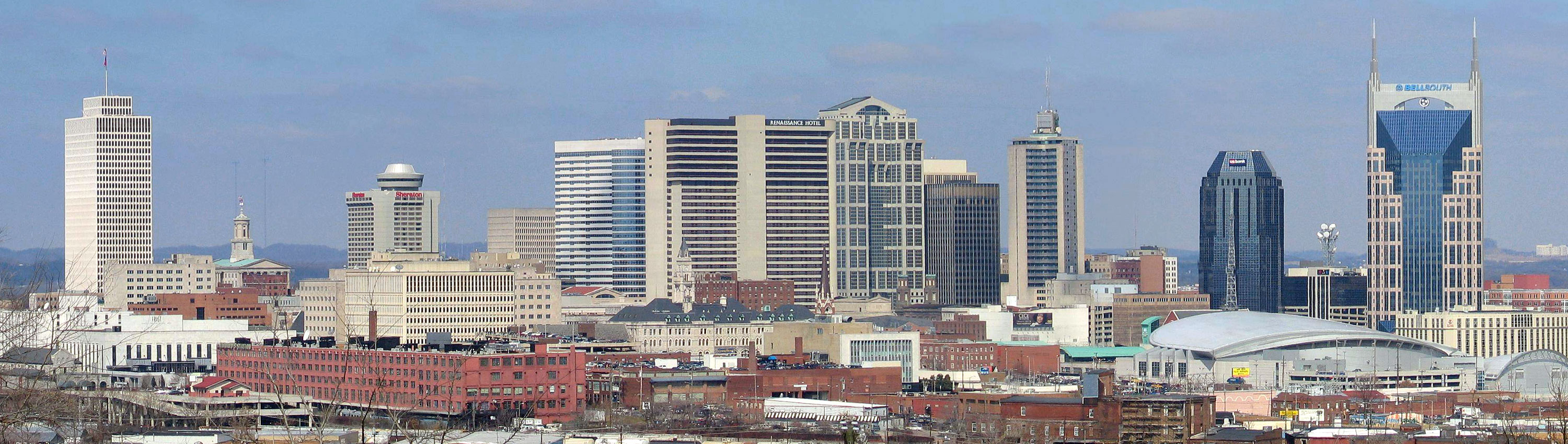
Nashville (Tennessee)

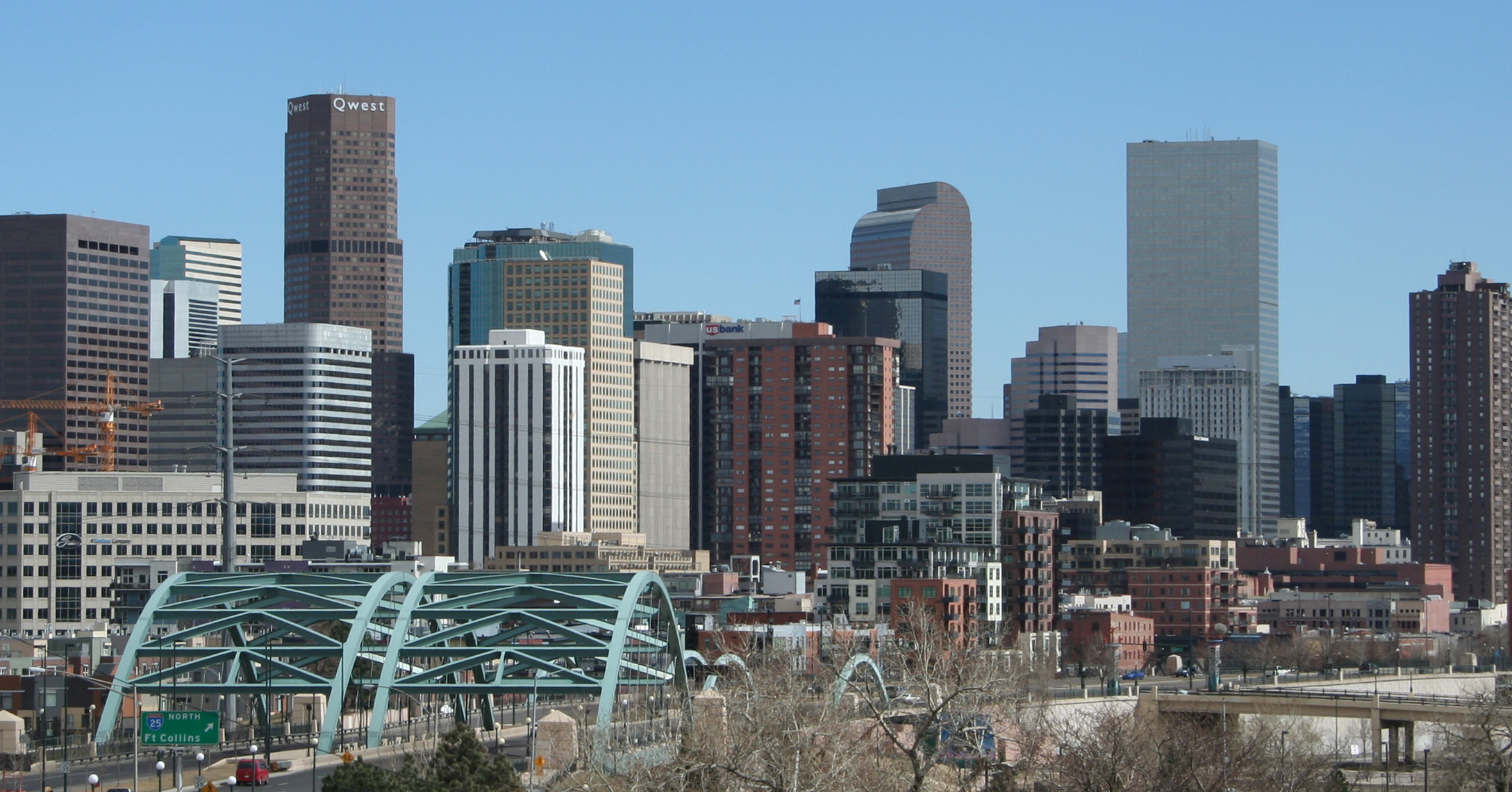
Denver (Colorado)

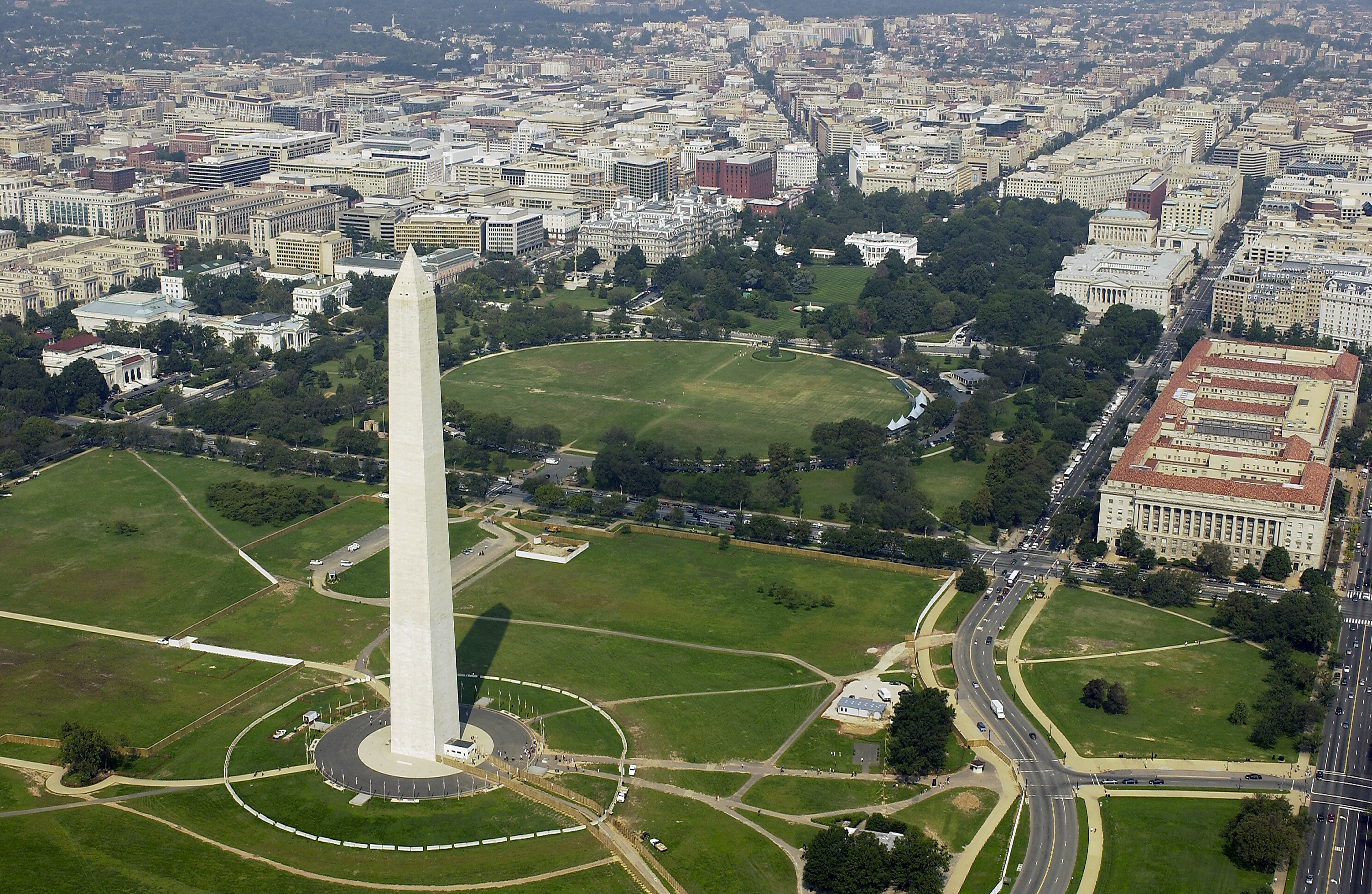
Washington

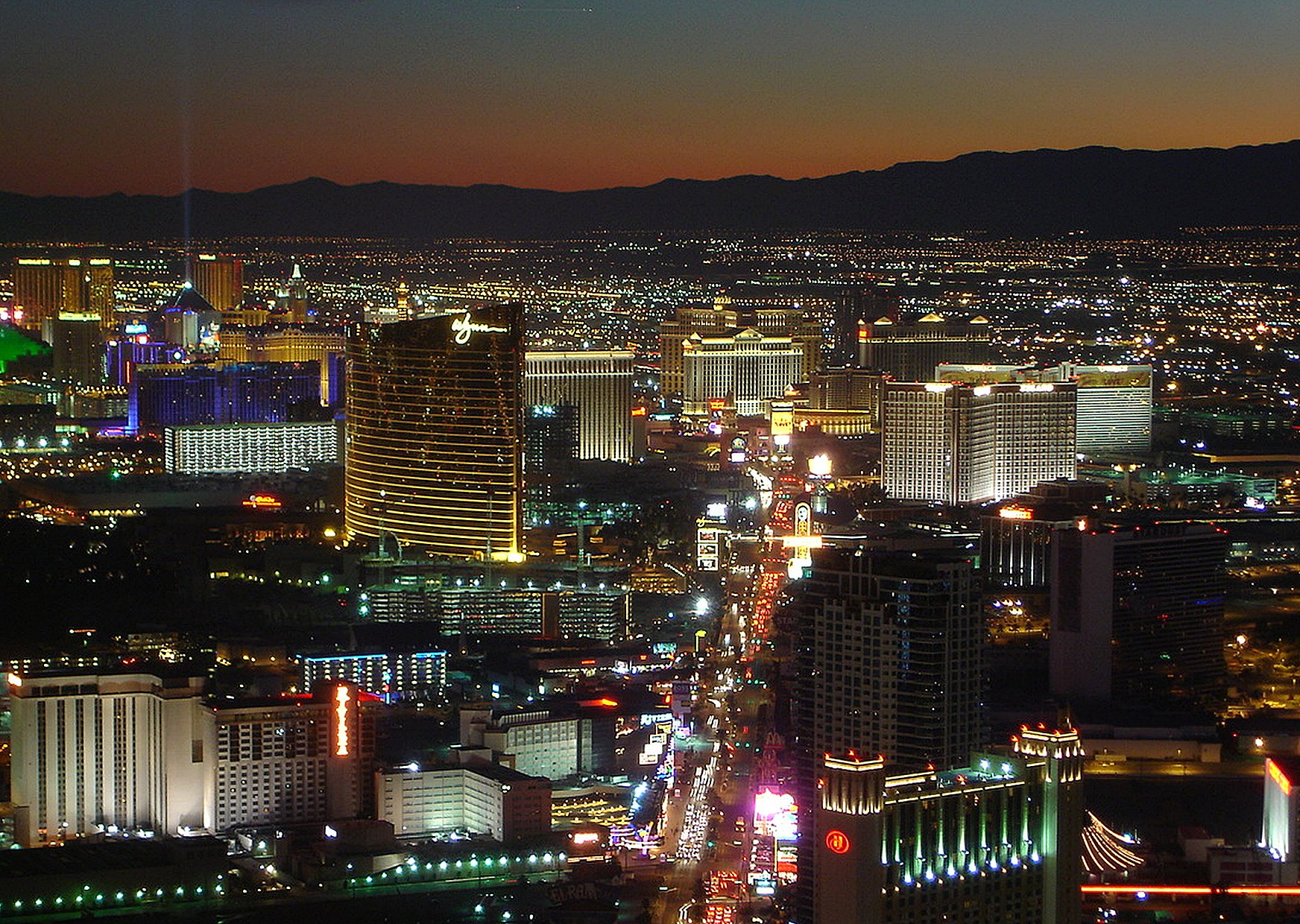
Las Vegas (Nevada)

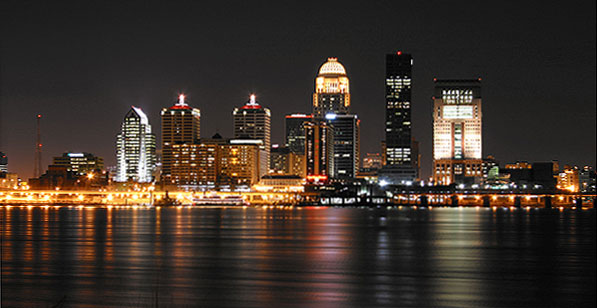
Louisville (Kentucky)

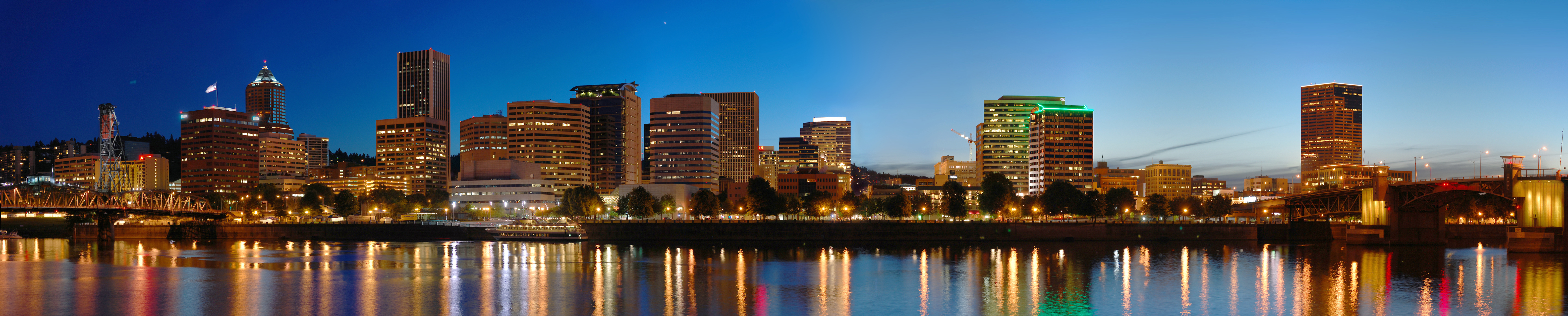
Portland (Oregon)

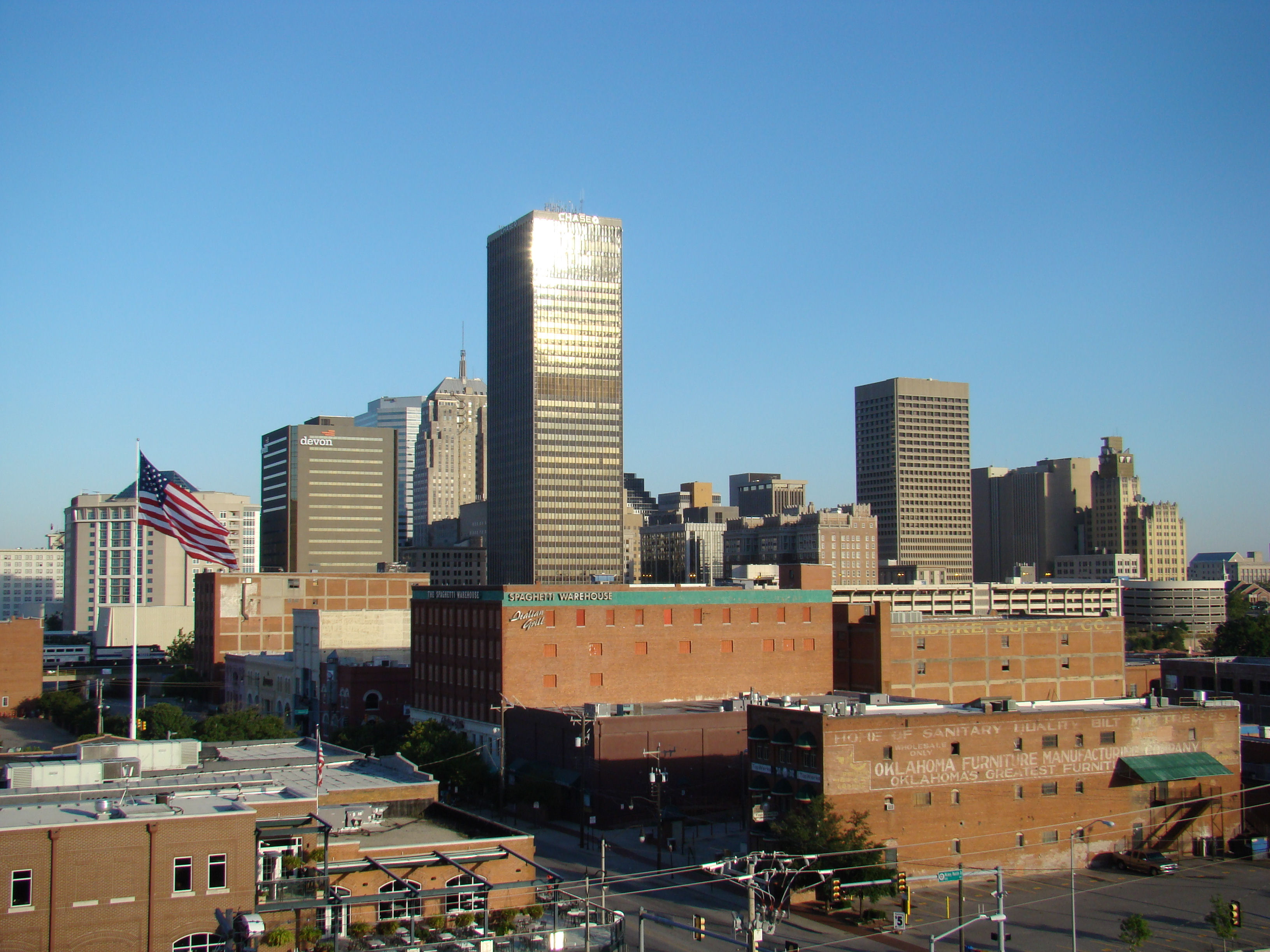
Oklahoma City (Oklahoma)

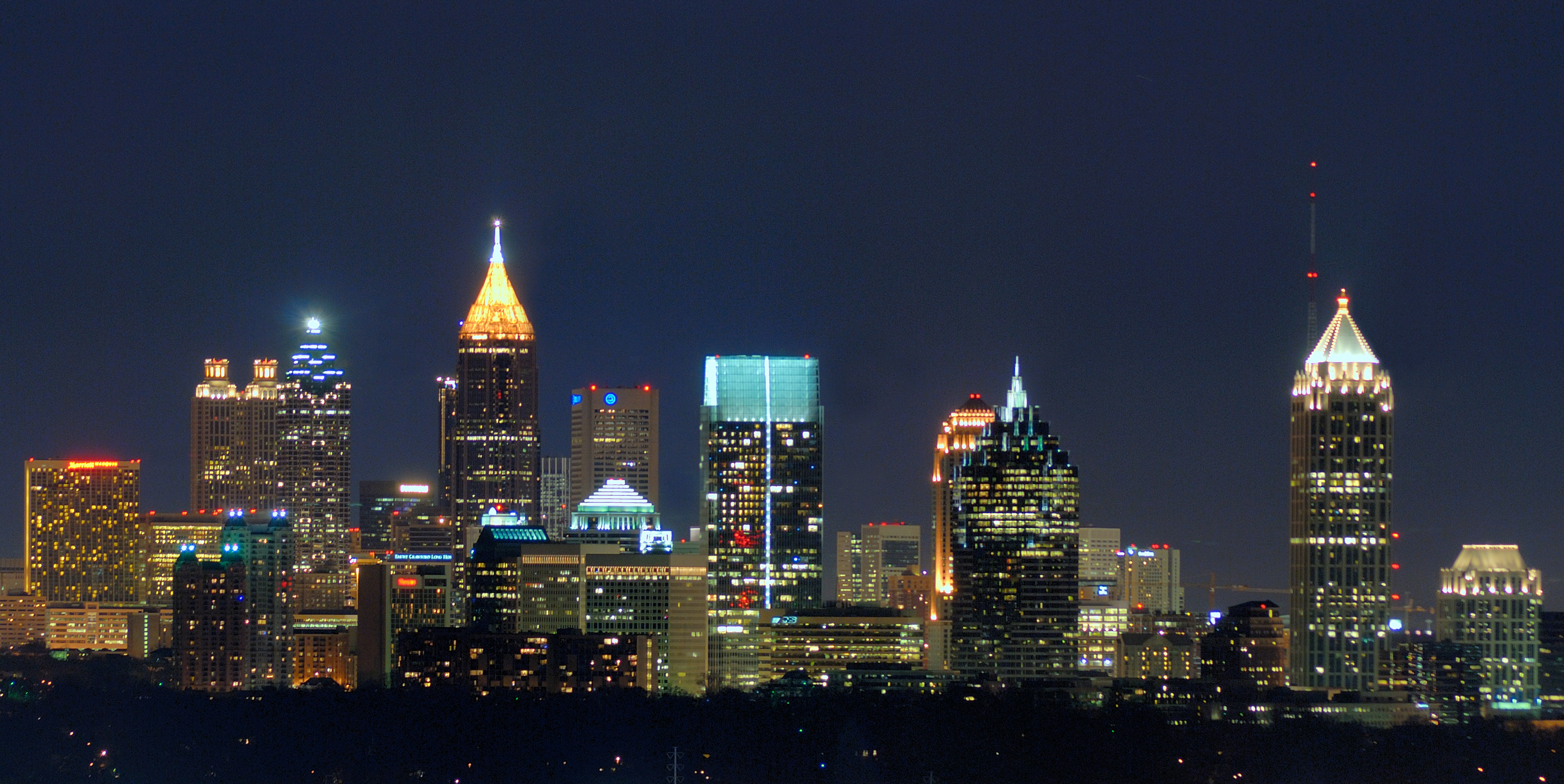
Atlanta (Georgia)

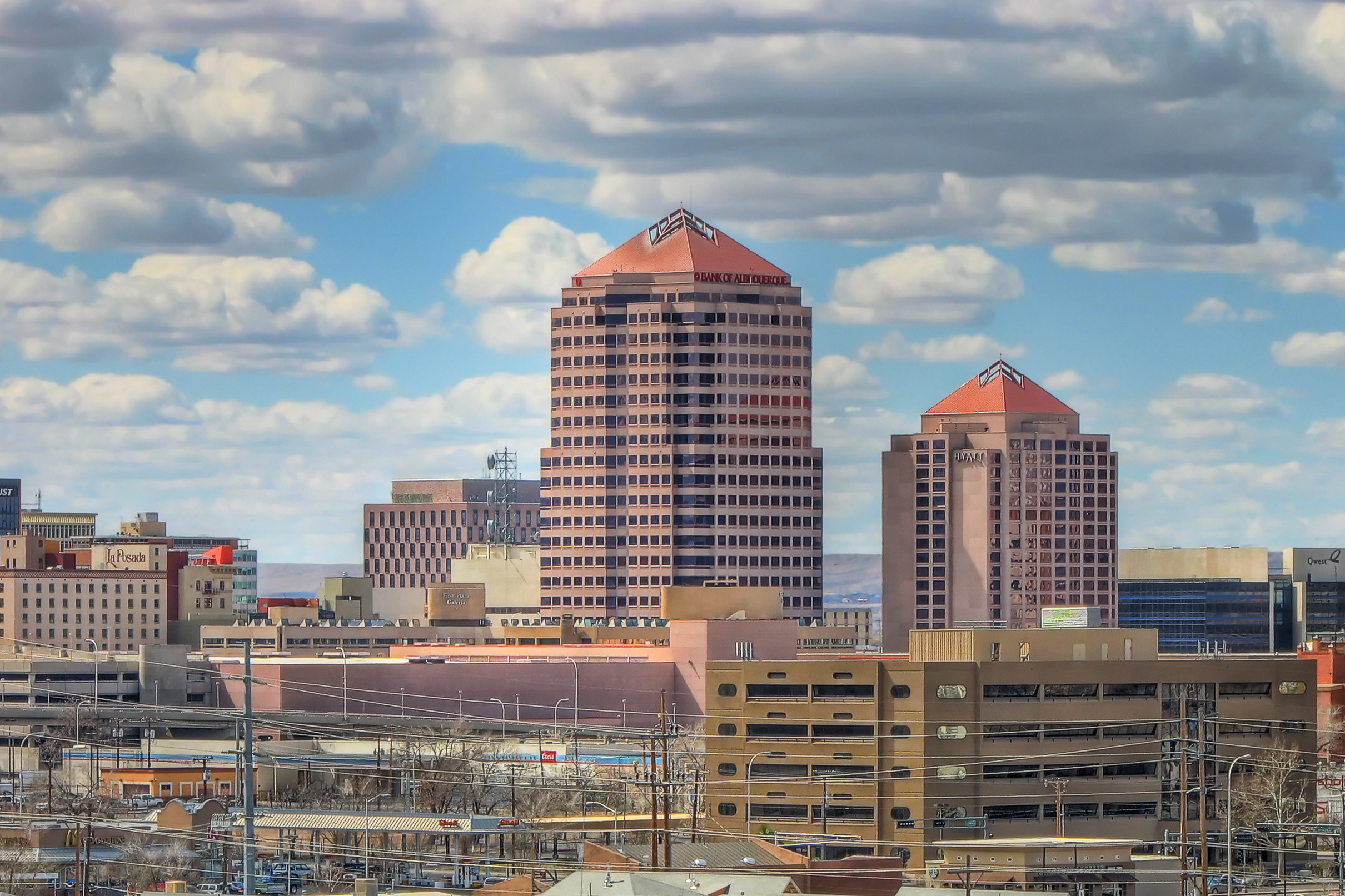
Albuquerque, (Nuovo Messico)

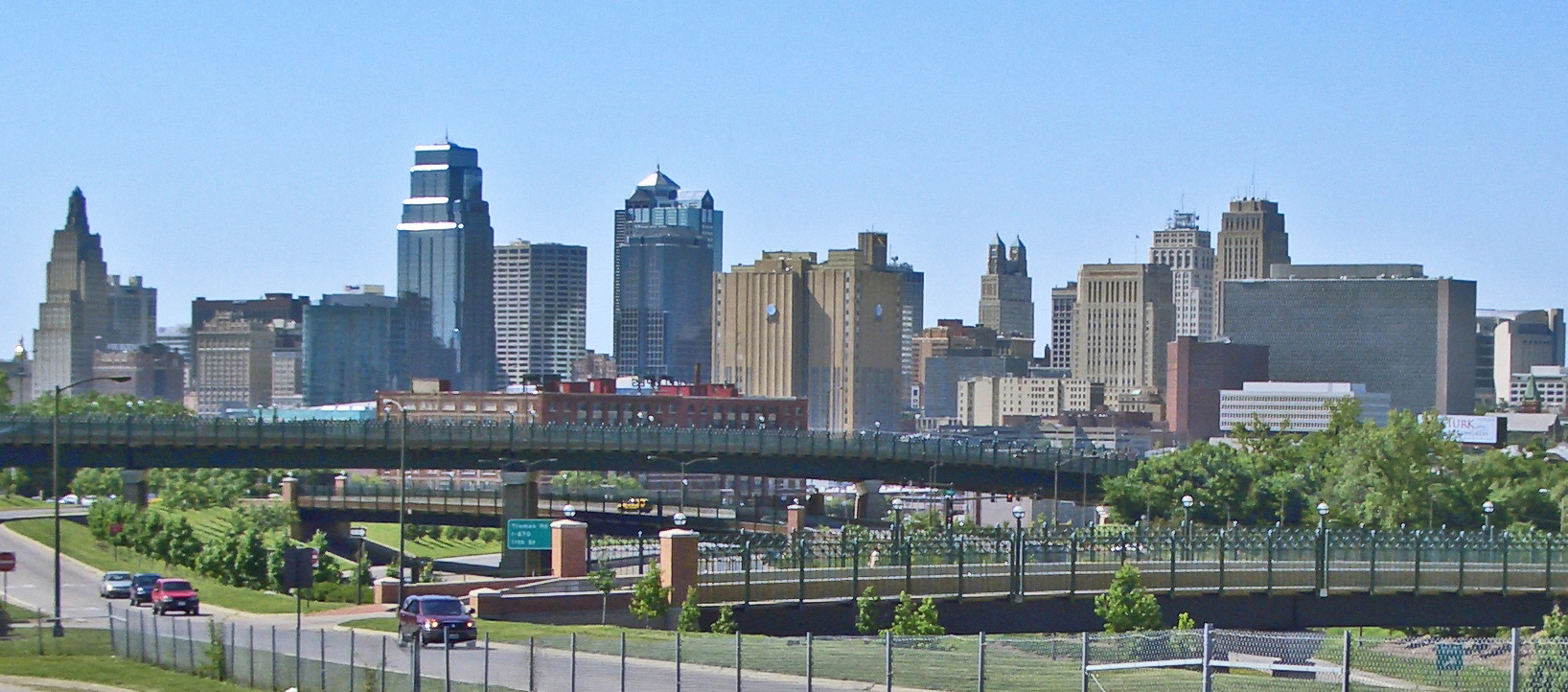
Kansas City (Missouri)

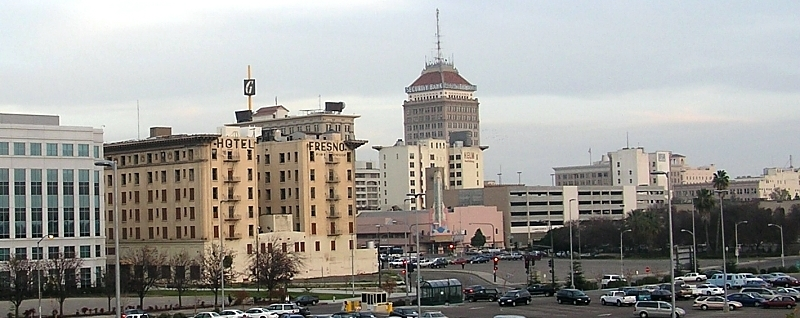
Fresno (California)

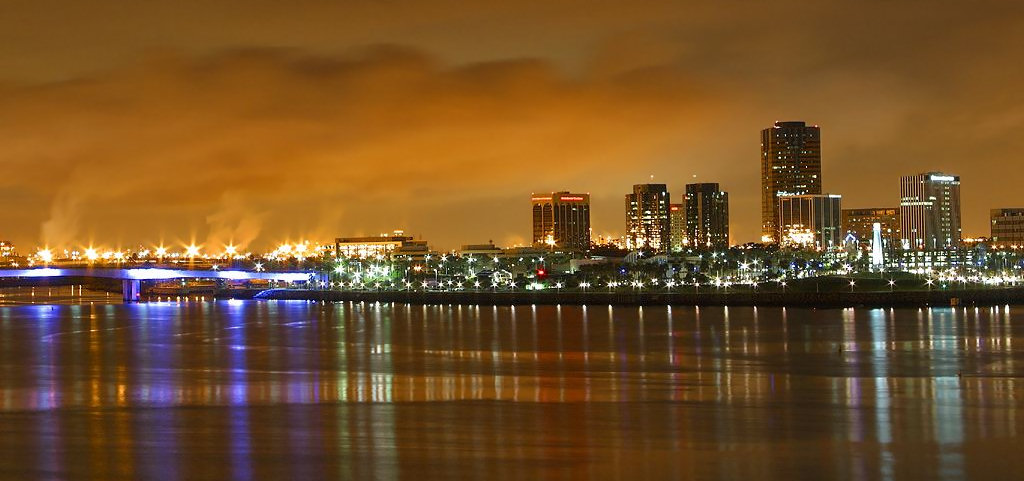
Long Beach (California)

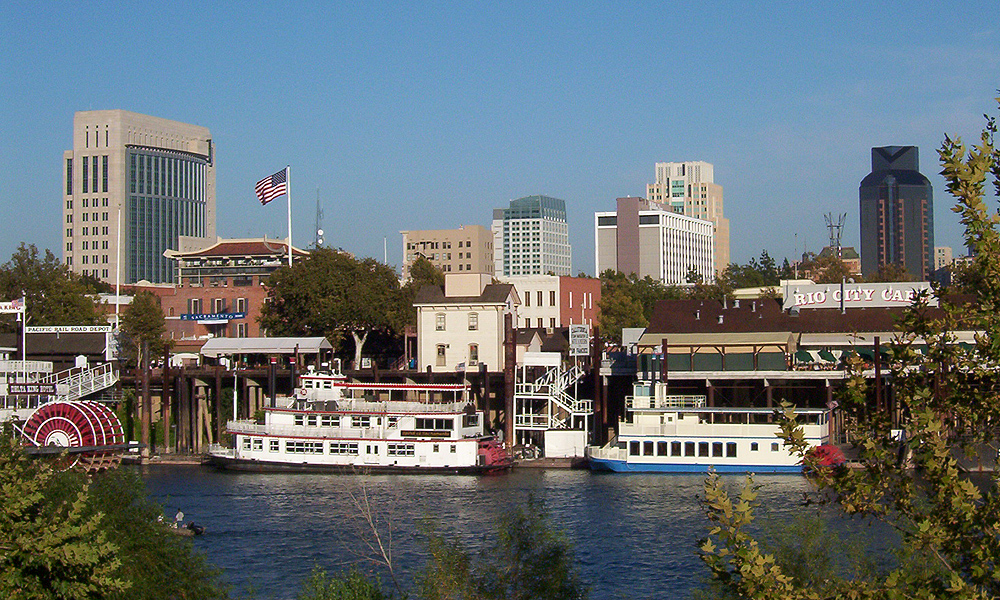
Sacramento (California)

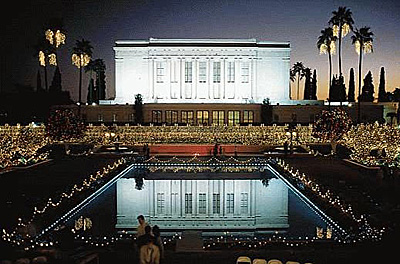
Mesa (Arizona)

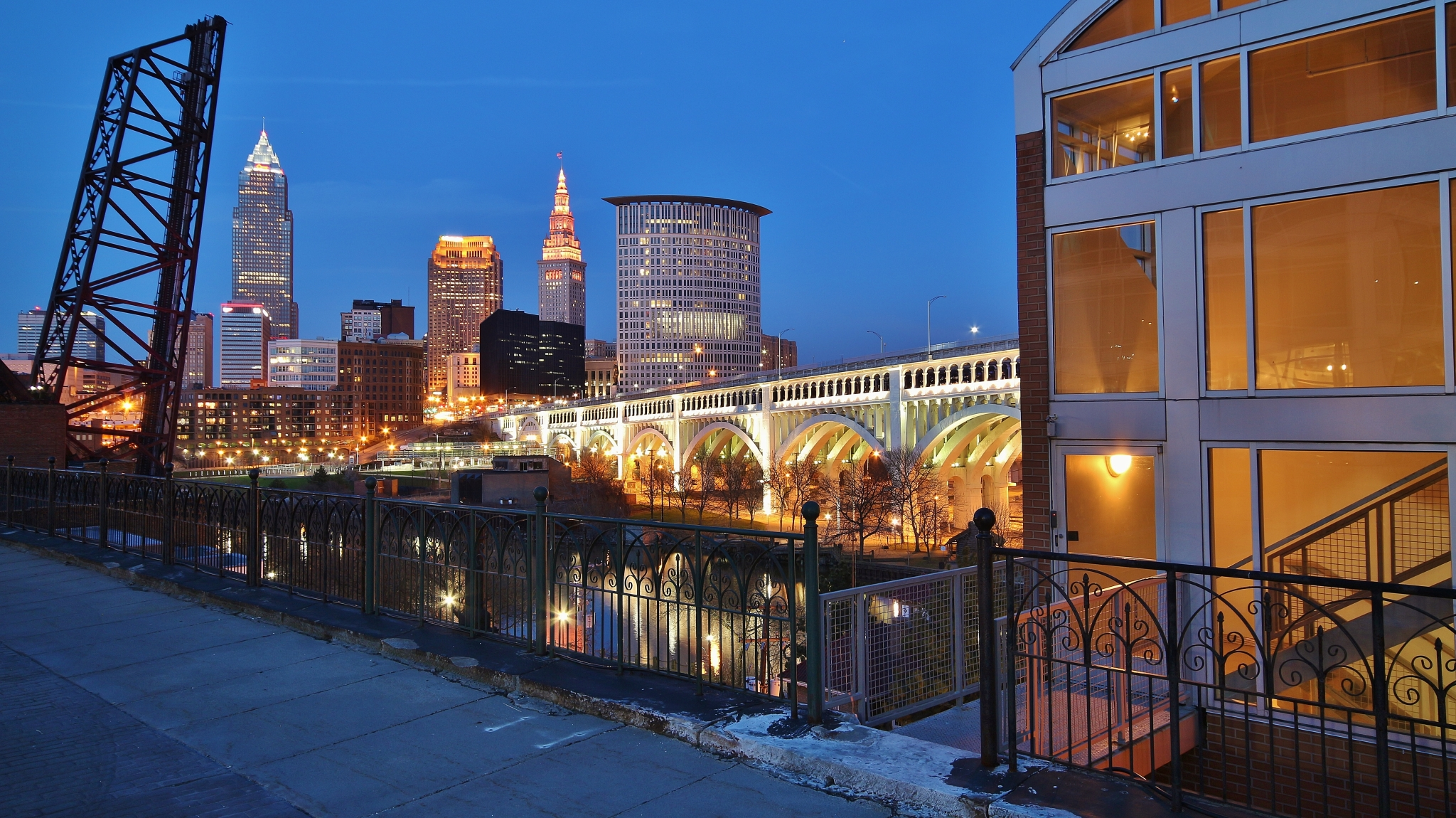
Cleveland (Ohio)

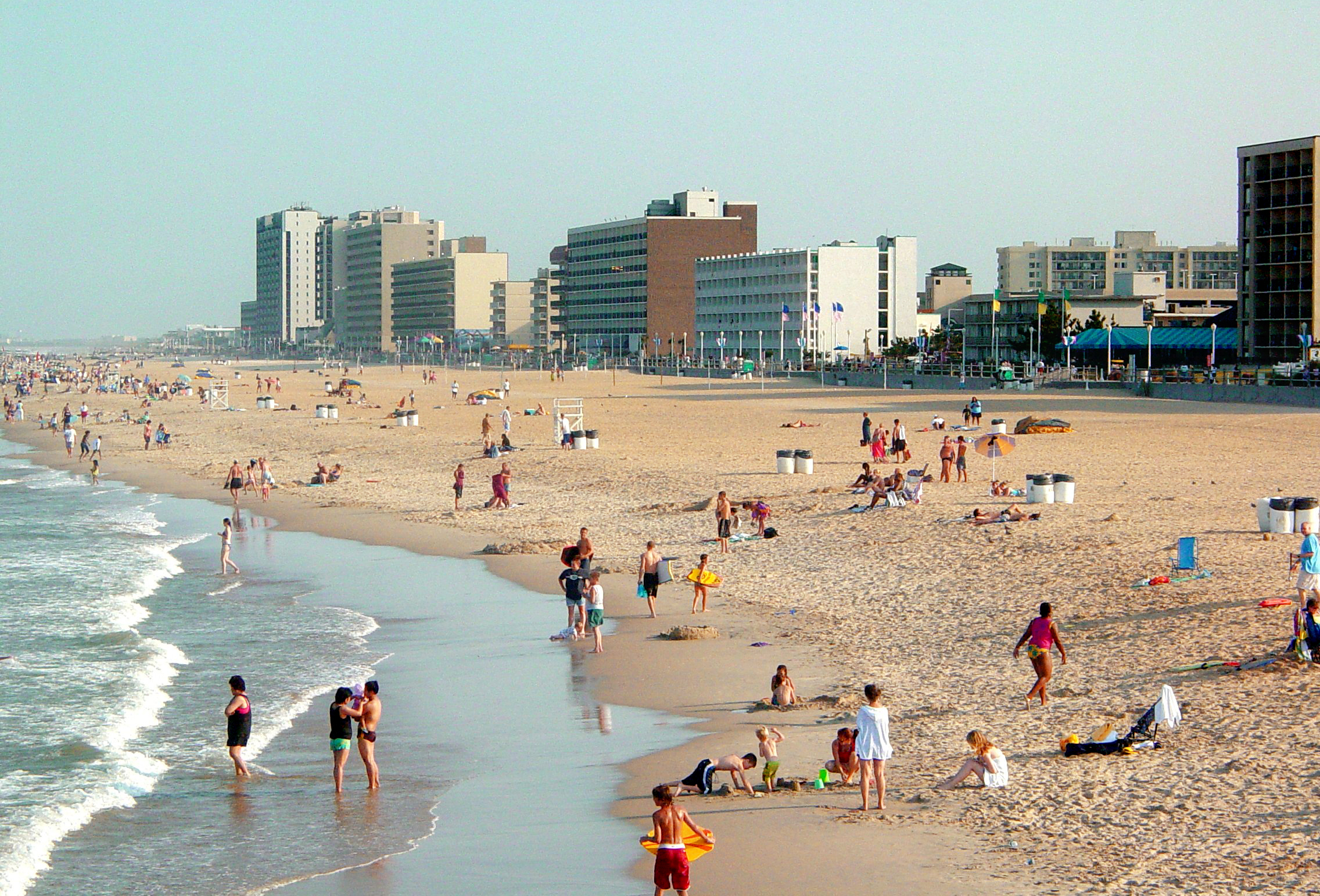
Virginia Beach (Virginia)

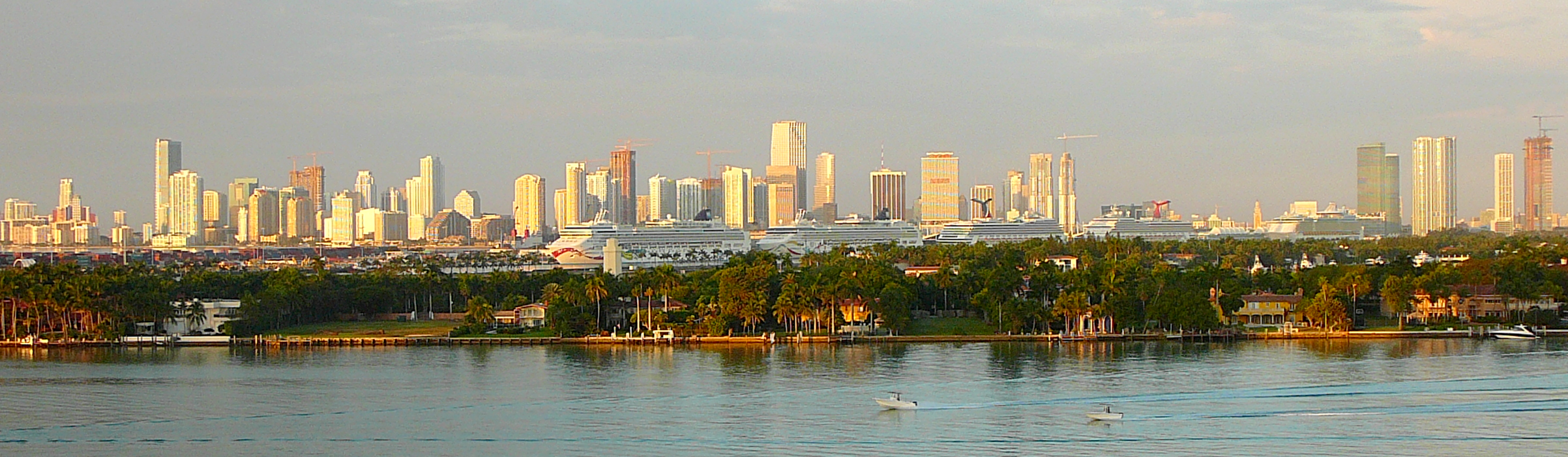
Miami (Florida)

| Città            | Stato                 | Popolazione (2015) |
| ---------------- | --------------------- | ------------------ |
| New York         | New York              | 8 550 405          |
| Los Angeles      | California            | 3 971 883          |
| Chicago          | Illinois              | 2 720 546          |
| Houston          | Texas                 | 2 296 224          |
| Philadelphia     | Pennsylvania          | 1 567 442          |
| Phoenix          | Arizona               | 1 563 025          |
| San Antonio      | Texas                 | 1 469 845          |
| San Diego        | California            | 1 394 928          |
| Dallas           | Texas                 | 1 300 092          |
| San Jose         | California            | 1 026 908          |
| Austin           | Texas                 | 931 830            |
| Jacksonville     | Florida               | 868 031            |
| San Francisco    | California            | 864 816            |
| Indianapolis     | Indiana               | 853 173            |
| Columbus         | Ohio                  | 850 106            |
| Fort Worth       | Texas                 | 833 319            |
| Charlotte        | Carolina del Nord     | 827 097            |
| Seattle          | Washington            | 684 451            |
| Denver           | Colorado              | 682 545            |
| El Paso          | Texas                 | 681 124            |
| Detroit          | Michigan              | 677 116            |
| Washington       | Distretto di Columbia | 672 228            |
| Boston           | Massachusetts         | 667 137            |
| Memphis          | Tennessee             | 655 770            |
| Nashville        | Tennessee             | 654 610            |
| Portland         | Oregon                | 632 309            |
| Oklahoma City    | Oklahoma              | 631 346            |
| Las Vegas        | Nevada                | 623 747            |
| Baltimora        | Maryland              | 621 849            |
| Louisville       | Kentucky              | 615 366            |
| Milwaukee        | Wisconsin             | 600 155            |
| Albuquerque      | Nuovo Messico         | 559 121            |
| Tucson           | Arizona               | 531 641            |
| Fresno           | California            | 520 052            |
| Sacramento       | California            | 490 712            |
| Kansas City      | Missouri              | 475 378            |
| Long Beach       | California            | 474 140            |
| Mesa             | Arizona               | 471 825            |
| Atlanta          | Georgia               | 463 878            |
| Colorado Springs | Colorado              | 456 568            |
| Virginia Beach   | Virginia              | 452 745            |
| Raleigh          | Carolina del Nord     | 451 066            |
| Omaha            | Nebraska              | 443 885            |
| Miami            | Florida               | 441 003            |
| Oakland          | California            | 419 267            |
| Minneapolis      | Minnesota             | 410 939            |
| Tulsa            | Oklahoma              | 403 505            |
| Wichita          | Kansas                | 389 965            |
| New Orleans      | Louisiana             | 389 617            |
| Arlington        | Texas                 | 388 125            |
| Cleveland        | Ohio                  | 388 072            |
| Bakersfield      | California            | 373 640            |
| Tampa            | Florida               | 369 075            |
| Aurora           | Colorado              | 359 407            |
| Honolulu         | Hawaii                | 352 769            |
| Anaheim          | California            | 350 742            |
| Santa Ana        | California            | 335 400            |
| Corpus Christi   | Texas                 | 324 074            |
| Riverside        | California            | 322 424            |
| Saint Louis      | Missouri              | 315 685            |
| Lexington        | Kentucky              | 314 488            |
| Irvine           | California            | 307 028            |
| Stockton         | California            | 305 658            |
| Pittsburgh       | Pennsylvania          | 304 391            |
| Saint Paul       | Minnesota             | 300 851            |
| Anchorage        | Alaska                | 298 695            |
| Cincinnati       | Ohio                  | 298 550            |
| Henderson        | Nevada                | 285 667            |
| Greensboro       | Carolina del Nord     | 285 342            |
| Plano            | Texas                 | 283 558            |
| Newark           | New Jersey            | 281 944            |
| Toledo           | Ohio                  | 279 789            |
| Lincoln          | Nebraska              | 277 348            |
| Orlando          | Florida               | 270 934            |
| Chula Vista      | California            | 265 757            |
| Jersey City      | New Jersey            | 264 290            |
| Chandler         | Arizona               | 260 828            |
| Fort Wayne       | Indiana               | 260 326            |
| Buffalo          | New York              | 258 071            |
| Durham           | Carolina del Nord     | 257 636            |
| Saint Petersburg | Florida               | 257 083            |
| Irvine           | California            | 256 927            |
| Laredo           | Texas                 | 255 473            |
| Lubbock          | Texas                 | 249 042            |
| Madison          | Wisconsin             | 248 951            |
| Gilbert          | Arizona               | 247 542            |
| Norfolk          | Virginia              | 246 393            |
| Reno             | Nevada                | 241 445            |
| Winston-Salem    | Carolina del Nord     | 241 218            |
| Glendale         | Arizona               | 240 126            |
| Hialeah          | Florida               | 237 069            |
| Garland          | Texas                 | 236 897            |
| Scottsdale       | Arizona               | 236 839            |
| Irving           | Texas                 | 236 607            |
| Chesapeake       | Virginia              | 235 429            |
| North Las Vegas  | Nevada                | 234 807            |
| Fremont          | California            | 232 206            |
| Baton Rouge      | Louisiana             | 228 590            |
| Richmond         | Virginia              | 220 289            |
| Boise            | Idaho                 | 218 281            |
| San Bernardino   | California            | 216 108            |
| Spokane          | Washington            | 213 272            |
| Birmingham       | Alabama               | 212 461            |
| Modesto          | California            | 211 266            |
| Des Moines       | Iowa                  | 210 330            |
| Rochester        | New York              | 209 802            |
| Tacoma           | Washington            | 207 948            |
| Fontana          | California            | 207 460            |
| Oxnard           | California            | 207 254            |
| Moreno Valley    | California            | 204 198            |
| Fayetteville     | Carolina del Nord     | 201 963            |
| Huntington Beach | California            | 201 899            |
| Yonkers          | New York              | 201 116            |
| Glendale         | California            | 201 020            |
| Aurora           | Illinois              | 200 661            |
| Montgomery       | Alabama               | 200 602            |
| Columbus         | Georgia               | 200 579            |
| Amarillo         | Texas                 | 198 645            |
| Little Rock      | Arkansas              | 197 992            |
| Akron            | Ohio                  | 197 542            |
| Shreveport       | Louisiana             | 197 204            |
| Augusta          | Georgia               | 197 182            |
| Grand Rapids     | Michigan              | 195 097            |
| Mobile           | Alabama               | 194 288            |
| Salt Lake City   | Utah                  | 192 672            |
| Huntsville       | Alabama               | 190 582            |
| Tallahassee      | Florida               | 189 907            |
| Grand Prairie    | Texas                 | 187 809            |
| Overland Park    | Kansas                | 186 515            |
| Knoxville        | Tennessee             | 185 291            |
| Worcester        | Massachusetts         | 184 815            |
| Brownsville      | Texas                 | 183 887            |
| Newport News     | Virginia              | 182 385            |
| Santa Clarita    | California            | 182 371            |
| Port St. Lucie   | Florida               | 179 413            |
| Providence       | Rhode Island          | 179 207            |
| Fort Lauderdale  | Florida               | 178 590            |
| Chattanooga      | Tennessee             | 176 588            |
| Tempe            | Arizona               | 175 826            |
| Oceanside        | California            | 175 691            |
| Garden Grove     | California            | 175 393            |
| Rancho Cucamonga | California            | 175 236            |
| Cape Coral       | Florida               | 175 229            |
| Santa Rosa       | California            | 174 972            |
| Vancouver        | Washington            | 172 860            |
| Sioux Falls      | Dakota del Sud        | 171 544            |
| Peoria           | Arizona               | 171 237            |
| Ontario          | California            | 171 214            |
| Jackson          | Mississippi           | 170 674            |
| Elk Grove        | California            | 166 913            |
| Springfield      | Missouri              | 166 810            |
| Pembroke Pines   | Florida               | 166 611            |
| Salem            | Oregon                | 164 549            |
| Corona           | California            | 164 226            |
| Eugene           | Oregon                | 163 460            |
| McKinney         | Texas                 | 162 898            |
| Fort Collins     | Colorado              | 161 175            |
| Lancaster        | California            | 161 103            |
| Cary             | Carolina del Nord     | 159 769            |
| Palmdale         | California            | 158 351            |
| Hayward          | California            | 158 289            |
| Salinas          | California            | 157 380            |
| Frisco           | Texas                 | 154 407            |
| Springfield      | Massachusetts         | 154 341            |
| Pasadena         | Texas                 | 153 784            |
| Macon            | Georgia               | 153 515            |
| Alexandria       | Virginia              | 153 511            |
| Pomona           | California            | 153 266            |
| Lakewood         | Colorado              | 152 597            |
| Sunnyvale        | California            | 151 754            |
| Escondido        | California            | 151 451            |
| Kansas City      | Kansas                | 151 306            |
| Hollywood        | Florida               | 149 728            |
| Clarksville      | Tennessee             | 149 176            |
| Torrance         | California            | 148 475            |
| Rockford         | Illinois              | 148 278            |
| Joliet           | Illinois              | 147 861            |
| Paterson         | New Jersey            | 147 754            |
| Bridgeport       | Connecticut           | 147 629            |
| Naperville       | Illinois              | 147 100            |
| Savannah         | Georgia               | 145 674            |
| Mesquite         | Texas                 | 144 788            |
| Syracuse         | New York              | 144 142            |
| Pasadena         | California            | 142 250            |
| Orange           | California            | 140 992            |
| Fullerton        | California            | 140 847            |
| Killeen          | Texas                 | 140 806            |
| Dayton           | Ohio                  | 140 599            |
| McAllen          | Texas                 | 140 269            |
| Bellevue         | Washington            | 139 820            |
| Miramar          | Florida               | 137 132            |
| Hampton          | Virginia              | 136 454            |
| West Valley City | Utah                  | 136 208            |
| Warren           | Michigan              | 135 358            |
| Olathe           | Kansas                | 134 305            |
| Columbia         | Carolina del Sud      | 133 803            |
| Thornton         | Colorado              | 133 451            |
| Carrollton       | Texas                 | 133 168            |
| Midland          | Texas                 | 132 950            |
| Charleston       | Carolina del Sud      | 132 609            |
| Waco             | Texas                 | 132 356            |
| Sterling Heights | Michigan              | 132 052            |
| Denton           | Texas                 | 131 044            |
| Cedar Rapids     | Iowa                  | 130 405            |
| New Haven        | Connecticut           | 130 322            |
| Roseville        | California            | 130 269            |
| Gainesville      | Florida               | 130 128            |
| Visalia          | California            | 130 104            |
| Coral Springs    | Florida               | 129 485            |
| Thousand Oaks    | California            | 129 339            |
| Elizabeth        | New Jersey            | 129 007            |
| Stamford         | Connecticut           | 128 874            |
| Concord          | California            | 128 667            |
| Surprise         | Arizona               | 128 422            |
| Lafayette        | Louisiana             | 127 657            |
| Topeka           | Kansas                | 127 265            |
| Kent             | Washington            | 126 952            |
| Simi Valley      | California            | 126 788            |
| Santa Clara      | California            | 126 215            |
| Murfreesboro     | Tennessee             | 126 118            |
| Hartford         | Connecticut           | 124 006            |
| Athens           | Georgia               | 122 604            |
| Victorville      | California            | 122 225            |
| Abilene          | Texas                 | 121 721            |
| Vallejo          | California            | 121 253            |
| Berkeley         | California            | 120 972            |
| Norman           | Oklahoma              | 120 284            |
| Allentown        | Pennsylvania          | 120 207            |
| Evansville       | Indiana               | 119 943            |
| Columbia         | Missouri              | 119 108            |
| Odessa           | Texas                 | 118 968            |
| Fargo            | Dakota del Nord       | 118 523            |
| Beaumont         | Texas                 | 118 129            |
| Independence     | Missouri              | 117 255            |
| Ann Arbor        | Michigan              | 117 070            |
| El Monte         | California            | 116 732            |
| Springfield      | Illinois              | 116 565            |
| Round Rock       | Texas                 | 115 997            |
| Wilmington       | Carolina del Nord     | 115 933            |
| Arvada           | Colorado              | 115 368            |
| Provo            | Utah                  | 115 264            |
| Peoria           | Illinois              | 115 070            |
| Lansing          | Michigan              | 115 056            |
| Downey           | California            | 114 219            |
| Carlsbad         | California            | 113 453            |
| Costa Mesa       | California            | 113 204            |
| Miami Gardens    | Florida               | 113 187            |
| Westminster      | Colorado              | 113 130            |
| Clearwater       | Florida               | 113 003            |
| Fairfield        | California            | 112 970            |
| Rochester        | Minnesota             | 112 225            |
| Elgin            | Illinois              | 112 111            |
| Temecula         | California            | 112 011            |
| West Jordan      | Utah                  | 111 946            |
| Inglewood        | California            | 111 666            |
| Richardson       | Texas                 | 110 815            |
| Lowell           | Massachusetts         | 110 699            |
| Gresham          | Oregon                | 110 553            |
| Antioch          | California            | 110 542            |
| Cambridge        | Massachusetts         | 110 402            |
| High Point       | Carolina del Nord     | 110 268            |
| Billings         | Montana               | 110 263            |
| Manchester       | New Hampshire         | 110 229            |
| Murrieta         | California            | 109 830            |
| Centennial       | Colorado              | 109 741            |
| Richmond         | California            | 109 708            |
| Ventura          | California            | 109 708            |
| Pueblo           | Colorado              | 109 412            |
| Pearland         | Texas                 | 108 821            |
| Waterbury        | Connecticut           | 108 802            |
| West Covina      | California            | 108 484            |
| North Charleston | Carolina del Sud      | 108 304            |
| Everett          | Washington            | 108 010            |
| College Station  | Texas                 | 107 889            |
| Palm Bay         | Florida               | 107 888            |
| Pompano Beach    | Florida               | 107 762            |
| Boulder          | Colorado              | 107 349            |
| Norwalk          | California            | 107 140            |
| West Palm Beach  | Florida               | 106 779            |
| Broken Arrow     | Oklahoma              | 106 563            |
| Daly City        | California            | 106 562            |
| Sandy Springs    | Georgia               | 105 330            |
| Burbank          | California            | 105 319            |
| Green Bay        | Wisconsin             | 105 207            |
| Santa Maria      | California            | 105 093            |
| Wichita Falls    | Texas                 | 104 710            |
| Lakeland         | Florida               | 104 401            |
| Clovis           | California            | 104 180            |
| Lewisville       | Texas                 | 104 039            |
| Tyler            | Texas                 | 103 700            |
| El Cajon         | California            | 103 679            |
| San Mateo        | California            | 103 536            |
| Rialto           | California            | 103 132            |
| Edison           | New Jersey            | 102 701            |
| Davenport        | Iowa                  | 102 582            |
| Hillsboro        | Oregon                | 102 347            |
| Woodbridge       | New Jersey            | 102 105            |
| Las Cruces       | Nuovo Messico         | 101 643            |
| South Bend       | Indiana               | 101 516            |
| Vista            | California            | 100 890            |
| Greeley          | Colorado              | 100 883            |
| Davie            | Florida               | 100 882            |
| San Angelo       | Texas                 | 100 450            |
| Jurupa Valley    | California            | 100 314            |
| Renton           | Washington            | 100 242            |

## Lista delle città in ordine alfabetico
Sono indicate in grassetto le capitali dei singoli stati.
| Città                  | Stato                |             |
| ---------------------- | -------------------- | ----------- |
| Abbot                  | Maine                |             |
| Aberdeen               | Dakota del Sud       |             |
| Aberdeen               | Washington           |             |
| Abilene                | Kansas               |             |
| Abilene                | Texas                |             |
| Acton                  | Maine                |             |
| Ada                    | Oklahoma             |             |
| Addison                | Maine                |             |
| Agawam                 | Massachusetts        |             |
| Agoura Hills           | California           |             |
| Akron                  | Ohio                 |             |
| Alameda                | California           |             |
| Alamogordo             | Nuovo Messico        |             |
| Albany                 | New York             |             |
| Albion                 | Maine                |             |
| Albuquerque            | Nuovo Messico        |             |
| Alexandria             | Louisiana            |             |
| Alexandria             | Virginia             |             |
| Alfred                 | Maine                |             |
| Alhambra               | California           |             |
| Aliquippa              | Pennsylvania         |             |
| Aliso Viejo            | California           |             |
| Allentown              | Pennsylvania         |             |
| Alna                   | Maine                |             |
| Alpharetta             | Georgia              |             |
| Altoona                | Pennsylvania         |             |
| Amarillo               | Texas                |             |
| Ames                   | Iowa                 |             |
| Amesbury               | Massachusetts        |             |
| Anaconda               | Montana              |             |
| Anaheim                | California           |             |
| Anchorage              | Alaska               |             |
| Anderson               | Carolina del Sud     |             |
| Andover                | Maine                |             |
| Ann Arbor              | Michigan             |             |
| Annapolis              | Maryland             |             |
| Anniston               | Alabama              |             |
| Anson                  | Maine                |             |
| Ansonia                | Connecticut          |             |
| Apple Valley           | California           |             |
| Appleton               | Maine                |             |
| Appleton               | Wisconsin            |             |
| Arcadia                | California           |             |
| Arlington              | Texas                |             |
| Arnold                 | Pennsylvania         |             |
| Artesia                | California           |             |
| Arundel                | Maine                |             |
| Asbury Park            | New Jersey           |             |
| Asheville              | Carolina del Nord    |             |
| Ashland                | Maine                |             |
| Aspen                  | Colorado             |             |
| Astoria                | Oregon               |             |
| Athens                 | Georgia              |             |
| Athens                 | Maine                |             |
| Athens                 | Ohio                 |             |
| Atkinson               | Maine                |             |
| Atlanta                | Georgia              |             |
| Atlantic City          | New Jersey           |             |
| Attleboro              | Massachusetts        |             |
| Atwater                | California           |             |
| Auburn                 | Alabama              |             |
| Auburn                 | Maine                |             |
| Auburn                 | New York             |             |
| Auburn Hills           | Michigan             |             |
| Augusta                | Georgia              |             |
| Augusta                | Maine                |             |
| Aurora                 | Colorado             |             |
| Aurora                 | Illinois             |             |
| Aurora                 | Maine                |             |
| Austin                 | Texas                |             |
| Avalon                 | California           |             |
| Azusa                  | California           |             |
| Bailey Island          | Maine                |             |
| Bakersfield            | California           |             |
| Baldwin Park           | California           |             |
| Baltimora              | Maryland             |             |
| Bandera                | Texas                |             |
| Bandon                 | Oregon               |             |
| Bangor                 | Maine                |             |
| Bar Harbor             | Maine                |             |
| Barre                  | Vermont              |             |
| Barrow                 | Alaska               |             |
| Bartlesville           | Oklahoma             |             |
| Basin                  | Wyoming              |             |
| Batavia                | New York             |             |
| Bath                   | Maine                |             |
| Baton Rouge            | Louisiana            |             |
| Battle Creek           | Michigan             |             |
| Bay City               | Michigan             |             |
| Bay St. Louis          | Mississippi          |             |
| Baytown                | Texas                |             |
| Beacon                 | New York             |             |
| Beals                  | Maine                |             |
| Beaumont               | Texas                |             |
| Beaver Falls           | Pennsylvania         |             |
| Beckley                | Virginia Occidentale |             |
| Belfast                | Maine                |             |
| Belgrade               | Maine                |             |
| Bell                   | California           |             |
| Bell Gardens           | California           |             |
| Belleville             | Illinois             |             |
| Bellflower             | California           |             |
| Bellingham             | Washington           |             |
| Beloit                 | Wisconsin            |             |
| Bend                   | Oregon               |             |
| Benton                 | Maine                |             |
| Benton Harbor          | Michigan             |             |
| Bentonville            | Arkansas             |             |
| Berkeley               | California           |             |
| Berlin                 | New Hampshire        |             |
| Berwick                | Maine                |             |
| Bessemer               | Alabama              |             |
| Bethany                | Oklahoma             |             |
| Bethel                 | Maine                |             |
| Bethlehem              | Pennsylvania         |             |
| Beverly                | Massachusetts        |             |
| Beverly Hills          | California           |             |
| Biddeford              | Maine                |             |
| Billings               | Montana              |             |
| Biloxi                 | Mississippi          |             |
| Bingham                | Maine                |             |
| Binghamton             | New York             |             |
| Birmingham             | Alabama              |             |
| Bismarck               | Dakota del Nord      |             |
| Blacksburg             | Virginia             |             |
| Blaine                 | Maine                |             |
| Bloomington            | Illinois             |             |
| Bloomington            | Indiana              |             |
| Bloomington            | Minnesota            |             |
| Blue Hill              | Maine                |             |
| Blythe                 | California           |             |
| Boca Raton             | Florida              |             |
| Boise                  | Idaho                |             |
| Boothbay Harbor        | Maine                |             |
| Boothbay               | Maine                |             |
| Bossier City           | Louisiana            |             |
| Boston                 | Massachusetts        |             |
| Boulder                | Colorado             |             |
| Boulder City           | Nevada               |             |
| Bowdoinham             | Maine                |             |
| Bowie                  | Maryland             |             |
| Bowling Green          | Kentucky             |             |
| Bowling Green          | Ohio                 |             |
| Bozeman                | Montana              |             |
| Bradbury               | California           |             |
| Bradenton              | Florida              |             |
| Bradford               | Pennsylvania         |             |
| Bradford               | Maine                |             |
| Bradley                | Maine                |             |
| Branson                | Missouri             |             |
| Brea                   | California           |             |
| Bremen                 | Maine                |             |
| Bremerton              | Washington           |             |
| Brewer                 | Maine                |             |
| Bridgeport             | Connecticut          |             |
| Bridgewater            | Maine                |             |
| Bridgton               | Maine                |             |
| Bristol                | Connecticut          |             |
| Bristol                | Maine                |             |
| Bristol                | Rhode Island         |             |
| Bristol                | Tennessee            |             |
| Bristol                | Virginia             |             |
| Brockton               | Massachusetts        |             |
| Broken Arrow           | Oklahoma             |             |
| Brookings              | Oregon               |             |
| Brooklin               | Maine                |             |
| Brooklyn Park          | Minnesota            |             |
| Brooks                 | Maine                |             |
| Brooksville            | Maine                |             |
| Brownfield             | Maine                |             |
| Brownsville            | Texas                |             |
| Brownville             | Maine                |             |
| Brunswick              | Georgia              |             |
| Brunswick              | Maine                |             |
| Buckfield              | Maine                |             |
| Bucksport              | Maine                |             |
| Buena Park             | California           |             |
| Buffalo                | Wyoming              |             |
| Buffalo                | New York             |             |
| Burbank                | California           |             |
| Burlingame             | California           |             |
| Burlington             | Carolina del Nord    |             |
| Burlington             | Maine                |             |
| Burlington             | Vermont              |             |
| Burnham                | Maine                |             |
| Butler                 | Pennsylvania         |             |
| Butte                  | Montana              |             |
| Buxton                 | Maine                |             |
| Byron                  | Maine                |             |
| Cairo                  | Illinois             |             |
| Calabasas              | California           |             |
| Calumet City           | Illinois             |             |
| Cambridge              | Massachusetts        |             |
| Camden                 | New Jersey           |             |
| Canandaigua            | New York             |             |
| Canton                 | Ohio                 |             |
| Cape Coral             | Florida              |             |
| Cape Girardeau         | Missouri             |             |
| Cape May               | New Jersey           |             |
| Carbondale             | Illinois             |             |
| Carbondale             | Pennsylvania         |             |
| Caribou                | Maine                |             |
| Carson                 | California           |             |
| Carson City            | Nevada               |             |
| Cary                   | Carolina del Nord    |             |
| Casper                 | Wyoming              |             |
| Castine                | Maine                |             |
| Catskill               | New York             |             |
| Cedar City             | Utah                 |             |
| Cedar Falls            | Iowa                 |             |
| Cedar Rapids           | Iowa                 |             |
| Centennial             | Colorado             |             |
| Cerritos               | California           |             |
| Champaign              | Illinois             |             |
| Chandler               | Arizona              |             |
| Chapel Hill            | Carolina del Nord    |             |
| Charleston             | Carolina del Sud     |             |
| Charleston             | Illinois             |             |
| Charleston             | Virginia Occidentale |             |
| Charlotte              | Carolina del Nord    |             |
| Charlottesville        | Virginia             |             |
| Chattanooga            | Tennessee            |             |
| Chelsea                | Massachusetts        |             |
| Chesapeake             | Virginia             |             |
| Chester                | Pennsylvania         |             |
| Cheyenne               | Wyoming              |             |
| Chicago Heights        | Illinois             |             |
| Chicago                | Illinois             |             |
| Chico                  | California           |             |
| Chicopee               | Massachusetts        |             |
| Chino                  | California           |             |
| Chino Hills            | California           |             |
| Cicero                 | Illinois             |             |
| Cincinnati             | Ohio                 |             |
| Citrus Heights         | California           |             |
| Clairton               | Pennsylvania         |             |
| Claremont              | California           |             |
| Claremont              | New Hampshire        |             |
| Claremore              | Oklahoma             |             |
| Clarksburg             | Virginia Occidentale |             |
| Clarksville            | Tennessee            |             |
| Clearwater             | Florida              |             |
| Clemson                | Carolina del Sud     |             |
| Cleveland              | Ohio                 |             |
| Clovis                 | Nuovo Messico        |             |
| Coatesville            | Pennsylvania         |             |
| Cody                   | Wyoming              |             |
| Coeur d'Alene          | Idaho                |             |
| Cohoes                 | New York             |             |
| College Park           | Maryland             |             |
| College Station        | Texas                |             |
| Colorado Springs       | Colorado             |             |
| Columbia               | Carolina del Sud     |             |
| Columbia               | Missouri             |             |
| Columbia Falls         | Maine                |             |
| Columbus               | Georgia              |             |
| Columbus               | Mississippi          |             |
| Columbus               | Ohio                 |             |
| Commerce               | California           |             |
| Compton                | California           |             |
| Concord                | California           |             |
| Concord                | Carolina del Nord    |             |
| Concord                | New Hampshire        |             |
| Connellsville          | Pennsylvania         |             |
| Arlington              | Virginia             |             |
| Coos Bay               | Oregon               |             |
| Coral Gables           | Florida              |             |
| Coral Springs          | Florida              |             |
| Corinth                | Mississippi          |             |
| Corona                 | California           |             |
| Corpus Christi         | Texas                |             |
| Corry                  | Pennsylvania         |             |
| Cortland               | New York             |             |
| Corvallis              | Oregon               |             |
| Costa Mesa             | California           |             |
| Council Bluffs         | Iowa                 |             |
| Covina                 | California           |             |
| Covington              | Kentucky             |             |
| Coxsackie              | New York             |             |
| Cranston               | Rhode Island         |             |
| Crown Point            | Indiana              |             |
| Cudahy                 | California           |             |
| Culver City            | California           |             |
| Cumberland             | Maine                |             |
| Cumberland             | Maryland             |             |
| Cypress                | California           |             |
| Dallas                 | Texas                |             |
| Dalton                 | Georgia              |             |
| Daly City              | California           |             |
| Dana Point             | California           |             |
| Danbury                | Connecticut          |             |
| Danville               | Illinois             |             |
| Danville               | Kentucky             |             |
| Darlington             | Carolina del Sud     |             |
| Davenport              | Iowa                 |             |
| Dayton                 | Ohio                 |             |
| Daytona Beach          | Florida              |             |
| Deadwood               | Dakota del Sud       |             |
| Dearborn               | Michigan             |             |
| Decatur                | Alabama              |             |
| Decatur                | Illinois             |             |
| DeKalb                 | Illinois             |             |
| Del Rio                | Texas                |             |
| Delray Beach           | Florida              |             |
| Delta Junction         | Alaska               |             |
| Deltona                | Florida              |             |
| Demopolis              | Alabama              |             |
| Denton                 | Texas                |             |
| Denver                 | Colorado             |             |
| Derby                  | Connecticut          |             |
| Des Moines             | Iowa                 |             |
| Desdemona              | Texas                |             |
| Detroit                | Michigan             |             |
| Diamond Bar            | California           |             |
| Dickinson              | Dakota del Nord      |             |
| Dodge City             | Kansas               |             |
| Dothan                 | Alabama              |             |
| Douglas                | Wyoming              |             |
| Dover                  | Delaware             |             |
| Dover                  | New Hampshire        |             |
| Downey                 | California           |             |
| Duarte                 | California           |             |
| DuBois                 | Pennsylvania         |             |
| Dubuque                | Iowa                 |             |
| Duluth                 | Minnesota            |             |
| Dunkirk                | New York             |             |
| Duquesne               | Pennsylvania         |             |
| Durango                | Colorado             |             |
| Durham                 | Carolina del Nord    |             |
| East Hartford          | Connecticut          |             |
| East Lansing           | Michigan             |             |
| East Rutherford        | New Jersey           |             |
| East St. Louis         | Illinois             |             |
| Easthampton            | Massachusetts        |             |
| Easton                 | Pennsylvania         |             |
| Eatontown              | New Jersey           |             |
| Eau Claire             | Wisconsin            |             |
| Eden Prairie           | Minnesota            |             |
| Edina                  | Minnesota            |             |
| Edmond                 | Oklahoma             |             |
| Effingham              | Illinois             |             |
| El Cerrito             | California           |             |
| El Monte               | California           |             |
| El Paso                | Texas                |             |
| El Segundo             | California           |             |
| Elizabeth City         | Carolina del Nord    |             |
| Elkhart                | Indiana              |             |
| Elko                   | Nevada               |             |
| Ellsworth              | Maine                |             |
| Elmira                 | New York             |             |
| Elsmere                | Delaware             |             |
| Enfield                | Connecticut          |             |
| Enid                   | Oklahoma             |             |
| Erie                   | Pennsylvania         |             |
| Escondido              | California           |             |
| Eufaula                | Alabama              |             |
| Eufaula                | Oklahoma             |             |
| Eugene                 | Oregon               |             |
| Eureka                 | California           |             |
| Evanston               | Illinois             |             |
| Evanston               | Wyoming              |             |
| Evansville             | Indiana              |             |
| Everett                | Massachusetts        |             |
| Fairbanks              | Alaska               |             |
| Fairfax                | Virginia             |             |
| Fairfield              | California           |             |
| Fairmont               | Virginia Occidentale |             |
| Fall River             | Massachusetts        |             |
| Fallon                 | Nevada               |             |
| Falls Church           | Virginia             |             |
| Falmouth               | Maine                |             |
| Fargo                  | Dakota del Nord      |             |
| Farmer City            | Illinois             |             |
| Farmington             | Nuovo Messico        |             |
| Farrell                | Pennsylvania         |             |
| Fayetteville           | Arkansas             |             |
| Fayetteville           | Carolina del Nord    |             |
| Fernandina Beach       | Florida              |             |
| Fernley                | Nevada               |             |
| Filadelfia             | Pennsylvania         |             |
| Fitchburg              | Massachusetts        |             |
| Flagstaff              | Arizona              |             |
| Flint                  | Michigan             |             |
| Florence               | Alabama              |             |
| Florence               | Carolina del Sud     |             |
| Florence               | Kentucky             |             |
| Florence               | Oregon               |             |
| Fond du Lac            | Wisconsin            |             |
| Forest Lake            | Minnesota            |             |
| Forrest City           | Arkansas             |             |
| Fort Collins           | Colorado             |             |
| Fort Dodge             | Iowa                 |             |
| Fort Lauderdale        | Florida              |             |
| Fort Myers             | Florida              |             |
| Fort Smith             | Arkansas             |             |
| Fort Wayne             | Indiana              |             |
| Fort Worth             | Texas                |             |
| Fountain Valley        | California           |             |
| Frankfort              | Kentucky             |             |
| Franklin               | Pennsylvania         |             |
| Franklin               | Massachusetts        |             |
| Franklin               | New Hampshire        |             |
| Franklin               | Tennessee            |             |
| Frederick              | Maryland             |             |
| Fredericksburg         | Virginia             |             |
| Freeport               | Maine                |             |
| Fremont                | California           |             |
| Fresno                 | California           |             |
| Fullerton              | California           |             |
| Fulton                 | Missouri             |             |
| Fulton                 | New York             |             |
| Gadsden                | Alabama              |             |
| Gainesville            | Florida              |             |
| Gainesville            | Georgia              |             |
| Gaithersburg           | Maryland             |             |
| Galesburg              | Illinois             |             |
| Gallup                 | Nuovo Messico        |             |
| Galveston              | Texas                |             |
| Garden Grove           | California           |             |
| Gardena                | California           |             |
| Gardner                | Massachusetts        |             |
| Gary                   | Indiana              |             |
| Gastonia               | Carolina del Nord    |             |
| Gatlinburg Jackson     | Tennessee            |             |
| Geneva                 | New York             |             |
| Georgetown             | Delaware             |             |
| Gettysburg             | Pennsylvania         |             |
| Gila                   | Nuovo Messico        |             |
| Gilbert                | Arizona              |             |
| Gillette               | Wyoming              |             |
| Glen Cove              | New York             |             |
| Glenburn               | Maine                |             |
| Glendale               | Arizona              |             |
| Glendale               | California           |             |
| Glendora               | California           |             |
| Glens Falls            | New York             |             |
| Gloucester             | Massachusetts        |             |
| Gloversville           | New York             |             |
| Gold Beach             | Oregon               |             |
| Gorham                 | Maine                |             |
| Grambling              | Louisiana            |             |
| Grand Forks            | Dakota del Nord      |             |
| Grand Island           | Nebraska             |             |
| Grand Junction         | Colorado             |             |
| Grand Rapids           | Michigan             |             |
| Great Falls            | Montana              |             |
| Green Bay              | Wisconsin            |             |
| Green Cove Springs     | Florida              |             |
| Green River            | Wyoming              |             |
| Greenfield             | Massachusetts        |             |
| Greensboro             | Carolina del Nord    |             |
| Greensburg             | Pennsylvania         |             |
| Greenville             | Carolina del Nord    |             |
| Greenville             | Carolina del Sud     |             |
| Greenville             | Mississippi          | Mississippi |
| Gulf Shores            | Alabama              |             |
| Gulfport               | Mississippi          |             |
| Guthrie                | Oklahoma             |             |
| Hackensack             | New Jersey           |             |
| Hagerstown             | Maryland             |             |
| Half Moon Bay          | California           |             |
| Hamilton               | Ohio                 |             |
| Hammond                | Indiana              |             |
| Hammond                | Louisiana            |             |
| Hampton                | Virginia             |             |
| Hannibal               | Missouri             |             |
| Harper's Ferry         | Virginia Occidentale |             |
| Harrisburg             | Pennsylvania         |             |
| Hartford               | Connecticut          |             |
| Hastings               | Nebraska             |             |
| Hattiesburg            | Mississippi          |             |
| Haverhill              | Massachusetts        |             |
| Hawaiian Gardens       | California           |             |
| Hawthorne              | California           |             |
| Hayward                | California           |             |
| Hazleton               | Pennsylvania         |             |
| Helena                 | Montana              |             |
| Henderson              | Nevada               |             |
| Hermitage              | Pennsylvania         |             |
| Hermosa Beach          | California           |             |
| Hershey                | Pennsylvania         |             |
| Hialeah                | Florida              |             |
| Hickory                | Carolina del Nord    |             |
| Hidden Hills           | California           |             |
| High Point             | Carolina del Nord    |             |
| Highland Park          | Illinois             |             |
| Hilo                   | Hawaii               |             |
| Hoboken                | New Jersey           |             |
| Hollister              | California           |             |
| Hollywood              | Florida              |             |
| Holyoke                | Massachusetts        |             |
| Homer                  | Alaska               |             |
| Honolulu               | Hawaii               |             |
| Hoover                 | Alabama              |             |
| Hope                   | Arkansas             |             |
| Hopkinsville           | Kentucky             |             |
| Hornell                | New York             |             |
| Hot Springs            | Arkansas             |             |
| Houma                  | Louisiana            |             |
| Houston                | Texas                |             |
| Hudson                 | New York             |             |
| Huntington             | Virginia Occidentale |             |
| Huntington Beach       | California           |             |
| Huntington Park        | California           |             |
| Huntsville             | Alabama              |             |
| Hutchinson             | Kansas               |             |
| Idaho Falls            | Idaho                |             |
| Idaho Springs          | Colorado             |             |
| Independence           | Missouri             |             |
| Indianapolis           | Indiana              |             |
| Indio                  | California           |             |
| City of Industry       | California           |             |
| Inglewood              | California           |             |
| International Falls    | Minnesota            |             |
| Iowa City              | Iowa                 |             |
| Irvine                 | California           |             |
| Irwindale              | California           |             |
| Ithaca                 | New York             |             |
| Jackson                | Mississippi          |             |
| Jacksonville           | Carolina del Nord    |             |
| Jacksonville           | Florida              |             |
| Jamestown              | Dakota del Nord      |             |
| Jamestown              | New York             |             |
| Janesville             | Wisconsin            |             |
| Jasper                 | Alabama              |             |
| Jeannette              | Pennsylvania         |             |
| Jefferson City         | Missouri             |             |
| Jeffersontown          | Kentucky             |             |
| Jersey City            | New Jersey           |             |
| Johnson City           | Tennessee            |             |
| Johnstown              | New York             |             |
| Johnstown              | Pennsylvania         |             |
| Joliet                 | Illinois             |             |
| Jonesboro              | Arkansas             |             |
| Joplin                 | Missouri             |             |
| Jordan Valley          | Oregon               |             |
| Juneau                 | Alaska               |             |
| Kahului                | Hawaii               |             |
| Kalamazoo              | Michigan             |             |
| Kalispell              | Montana              |             |
| Kankakee               | Illinois             |             |
| Kansas City            | Kansas               |             |
| Kansas City            | Missouri             |             |
| Kearney                | Nebraska             |             |
| Kearns                 | Utah                 |             |
| Keene                  | New Hampshire        |             |
| Kemmerer               | Wyoming              |             |
| Kennebunk              | Maine                |             |
| Kennebunkport          | Maine                |             |
| Kenner                 | Louisiana            |             |
| Kennesaw               | Georgia              |             |
| Kennewick              | Washington           |             |
| Kenosha                | Wisconsin            |             |
| Kent                   | Ohio                 |             |
| Ketchikan              | Alaska               |             |
| Kettering              | Ohio                 |             |
| Key West               | Florida              |             |
| Kingsport              | Tennessee            |             |
| Kingston               | New York             |             |
| Kissimmee              | Florida              |             |
| Klamath Falls          | Oregon               |             |
| Knoxville              | Tennessee            |             |
| Kokomo                 | Indiana              |             |
| Kona                   | Hawaii               |             |
| La Cañada Flintridge   | California           |             |
| La Crosse              | Wisconsin            |             |
| La Habra Heights       | California           |             |
| La Habra               | California           |             |
| La Jolla               | California           |             |
| La Mirada              | California           |             |
| La Palma               | California           |             |
| La Puente              | California           |             |
| La Verne               | California           |             |
| Laconia                | New Hampshire        |             |
| Lafayette              | Indiana              |             |
| Lafayette              | Louisiana            |             |
| LaGrange               | Georgia              |             |
| Laguna Beach           | California           |             |
| Laguna Hills           | California           |             |
| Laguna Niguel          | California           |             |
| Laguna Woods           | California           |             |
| Lahaina                | Hawaii               |             |
| Lake Charles           | Louisiana            |             |
| Lake Forest            | California           |             |
| Lakeland               | Florida              |             |
| Lakewood               | California           |             |
| Lakewood               | Colorado             |             |
| Lakewood               | Ohio                 |             |
| Lancaster              | California           |             |
| Lancaster              | Pennsylvania         |             |
| Lander                 | Wyoming              |             |
| Lansing                | Michigan             |             |
| Laramie                | Wyoming              |             |
| Laredo                 | Texas                |             |
| Las Cruces             | Nuovo Messico        |             |
| Las Vegas              | Nevada               |             |
| Latrobe                | Pennsylvania         |             |
| Laughlin               | Nevada               |             |
| Laurel                 | Maryland             |             |
| Laurel                 | Mississippi          |             |
| Lawndale               | California           |             |
| Lawrence               | Kansas               |             |
| Lawrence               | Massachusetts        |             |
| Lawrenceville          | Georgia              |             |
| Lawton                 | Oklahoma             |             |
| Layton                 | Utah                 |             |
| Lebanon                | New Hampshire        |             |
| Lebanon                | Pennsylvania         |             |
| Leominster             | Massachusetts        |             |
| Lewiston               | Idaho                |             |
| Lewiston               | Maine                |             |
| Lexington              | Kentucky             |             |
| Lexington              | Virginia             |             |
| Liberal                | Kansas               |             |
| Lima                   | Ohio                 |             |
| Lincoln                | Nebraska             |             |
| Little Falls           | New York             |             |
| Little Rock            | Arkansas             |             |
| Littleton              | Colorado             |             |
| Lock Haven             | Pennsylvania         |             |
| Lockport               | New York             |             |
| Lodi                   | California           |             |
| Logan                  | Utah                 |             |
| Lomita                 | California           |             |
| Long Beach             | California           |             |
| Long Beach             | New York             |             |
| Longview               | Texas                |             |
| Los Alamitos           | California           |             |
| Los Angeles            | California           |             |
| Loudon                 | New Hampshire        |             |
| Louisville             | Kentucky             |             |
| Lowell                 | Massachusetts        |             |
| Lower Burrell          | Pennsylvania         |             |
| Lubbock                | Texas                |             |
| Lufkin                 | Texas                |             |
| Lynchburg              | Virginia             |             |
| Lynn                   | Massachusetts        |             |
| Lynwood                | California           |             |
| Macomb                 | Illinois             |             |
| Macon                  | Georgia              |             |
| Madawaska              | Maine                |             |
| Madison                | Wisconsin            |             |
| Malden                 | Massachusetts        |             |
| Malibù                 | California           |             |
| Manassas               | Virginia             |             |
| Manassas Park          | Virginia             |             |
| Manchester             | New Hampshire        |             |
| Mandan                 | Dakota del Nord      |             |
| Manhattan              | Kansas               |             |
| Manhattan Beach        | California           |             |
| Manitowoc              | Wisconsin            |             |
| Mankato                | Minnesota            |             |
| Marana                 | Arizona              |             |
| Marietta               | Georgia              |             |
| Marlborough            | Massachusetts        |             |
| Marquette              | Michigan             |             |
| Marshall               | Texas                |             |
| Marshfield             | Wisconsin            |             |
| Martinsburg            | Virginia Occidentale |             |
| Mason City             | Iowa                 |             |
| Maywood                | California           |             |
| McAlester              | Oklahoma             |             |
| McAllen                | Texas                |             |
| McKeesport             | Pennsylvania         |             |
| Meadville              | Pennsylvania         |             |
| Mechanicville          | New York             |             |
| Medford                | Massachusetts        |             |
| Medford                | Oregon               |             |
| Melbourne              | Florida              |             |
| Melrose                | Massachusetts        |             |
| Memphis                | Tennessee            |             |
| Merced                 | California           |             |
| Meriden                | Connecticut          |             |
| Meridian               | Mississippi          |             |
| Mesa                   | Arizona              |             |
| Methuen                | Massachusetts        |             |
| Miami Beach            | Florida              |             |
| Miami Gardens          | Florida              |             |
| Miami                  | Florida              |             |
| Michigan City          | Indiana              |             |
| Middletown             | Connecticut          |             |
| Middletown             | New York             |             |
| Middletown             | Ohio                 |             |
| Midland                | Michigan             |             |
| Midland                | Texas                |             |
| Midwest City           | Oklahoma             |             |
| Milford                | Connecticut          |             |
| Milford                | Delaware             |             |
| Millinocket            | Maine                |             |
| Milwaukee              | Wisconsin            |             |
| Minneapolis            | Minnesota            |             |
| Minnetonka             | Minnesota            |             |
| Minot                  | Dakota del Nord      |             |
| Mission Viejo          | California           |             |
| Missoula               | Montana              |             |
| Mobile                 | Alabama              |             |
| Modesto                | California           |             |
| Moline                 | Illinois             |             |
| Monesson               | Pennsylvania         |             |
| Monongahela            | Pennsylvania         |             |
| Monroe                 | Louisiana            |             |
| Monrovia               | California           |             |
| Montebello             | California           |             |
| Monterey Park          | California           |             |
| Monterey               | California           |             |
| Montgomery             | Alabama              |             |
| Montpelier             | Vermont              |             |
| Moore                  | Oklahoma             |             |
| Moorhead               | Minnesota            |             |
| Moraga                 | California           |             |
| Moreno Valley          | California           |             |
| Morgan City            | Louisiana            |             |
| Morgantown             | Virginia Occidentale |             |
| Moscow                 | Idaho                |             |
| Moultrie               | Georgia              |             |
| Mount Pleasant         | Michigan             |             |
| Mount Vernon           | New York             |             |
| Muncie                 | Indiana              |             |
| Murfreesboro           | Tennessee            |             |
| Murray                 | Kentucky             |             |
| Murrieta               | California           |             |
| Muskegon               | Michigan             |             |
| Muskogee               | Oklahoma             |             |
| Myrtle Beach           | Carolina del Sud     |             |
| Nacogdoches            | Texas                |             |
| Nampa                  | Idaho                |             |
| Nanticoke              | Pennsylvania         |             |
| Naperville             | Illinois             |             |
| Narragansett           | Rhode Island         |             |
| Nashua                 | New Hampshire        |             |
| Nashville              | Tennessee            |             |
| Natchez                | Mississippi          |             |
| Natchitoches           | Louisiana            |             |
| Needham                | Massachusetts        |             |
| Nenana                 | Alaska               |             |
| New Bedford            | Massachusetts        |             |
| New Bern               | Carolina del Nord    |             |
| New Britain            | Connecticut          |             |
| New Brunswick          | New Jersey           |             |
| New Castle             | Pennsylvania         |             |
| New Castle             | Delaware             |             |
| New Haven              | Connecticut          |             |
| New Iberia             | Louisiana            |             |
| New Kensington         | Pennsylvania         |             |
| New London             | Connecticut          |             |
| New Madrid             | Missouri             |             |
| New Orleans            | Louisiana            |             |
| New Rochelle           | New York             |             |
| New York               | New York             |             |
| Newark                 | Delaware             |             |
| Newark                 | New Jersey           |             |
| Newburgh               | New York             |             |
| Newburyport            | Massachusetts        |             |
| Newcastle              | Wyoming              |             |
| Newport                | Rhode Island         |             |
| Newport                | Vermont              |             |
| Newport Beach          | California           |             |
| Newport News           | Virginia             |             |
| Newton                 | Massachusetts        |             |
| Niagara Falls          | New York             |             |
| Nichols Hills          | Oklahoma             |             |
| Nogales                | Arizona              |             |
| Nome                   | Alaska               |             |
| Norfolk                | Virginia             |             |
| Normal                 | Illinois             |             |
| Norman                 | Oklahoma             |             |
| North Adams            | Massachusetts        |             |
| North Babylon          | New York             |             |
| North Chicago          | Illinois             |             |
| North Las Vegas        | Nevada               |             |
| North Little Rock      | Arkansas             |             |
| North Miami            | Florida              |             |
| North Platte           | Nebraska             |             |
| North Pole             | Alaska               |             |
| North Tonawanda        | New York             |             |
| Northampton            | Massachusetts        |             |
| Norwalk                | California           |             |
| Norwalk                | Connecticut          |             |
| Norwich                | Connecticut          |             |
| Norwich                | New York             |             |
| Notre Dame             | Indiana              |             |
| Oak Ridge              | Tennessee            |             |
| Oakland                | California           |             |
| Ocala                  | Florida              |             |
| Ocean City             | Maryland             |             |
| Odessa                 | Texas                |             |
| Ogden                  | Utah                 |             |
| Ogdensburg             | New York             |             |
| Ogunquit               | Maine                |             |
| Oil City               | Pennsylvania         |             |
| Oklahoma City          | Oklahoma             |             |
| Old Orchard Beach      | Maine                |             |
| Olean                  | New York             |             |
| Olympia                | Washington           |             |
| Omaha                  | Nebraska             |             |
| Oneida                 | New York             |             |
| Oneonta                | New York             |             |
| Ontario                | California           |             |
| Ontario                | Oregon               |             |
| Opelousas              | Louisiana            |             |
| Orange                 | California           |             |
| Orangeburg             | Carolina del Sud     |             |
| Orem                   | Utah                 |             |
| Orlando                | Florida              |             |
| Oro Valley             | Arizona              |             |
| Orono                  | Maine                |             |
| Oshkosh                | Wisconsin            |             |
| Oswego                 | New York             |             |
| Overland Park          | Kansas               |             |
| Owensboro              | Kentucky             |             |
| Oxford                 | Mississippi          |             |
| Oxford                 | Ohio                 |             |
| Oxnard                 | California           |             |
| Paducah                | Kentucky             |             |
| Pahrump                | Nevada               |             |
| Palm Beach             | Florida              |             |
| Palm Springs           | California           |             |
| Palmdale               | California           |             |
| Palo Alto              | California           |             |
| Palos Verdes Estates   | California           |             |
| Panama City            | Florida              |             |
| Paramount              | California           |             |
| Parker                 | Colorado             |             |
| Parker                 | Pennsylvania         |             |
| Parkersburg            | Virginia Occidentale |             |
| Parma                  | Ohio                 |             |
| Pasadena               | California           |             |
| Pascagoula             | Mississippi          |             |
| Pasco                  | Washington           |             |
| Pass Christian         | Mississippi          |             |
| Passaic                | New Jersey           |             |
| Paterson               | New Jersey           |             |
| Pawtucket              | Rhode Island         |             |
| Peabody                | Massachusetts        |             |
| Peekskill              | New York             |             |
| Pembroke Pines         | Florida              |             |
| Pendleton              | Oregon               |             |
| Pensacola              | Florida              |             |
| Peoria                 | Arizona              |             |
| Peoria                 | Illinois             |             |
| Perth Amboy            | New Jersey           |             |
| Peru                   | Illinois             |             |
| Phenix City            | Alabama              |             |
| Phoenix                | Arizona              |             |
| Pico Rivera            | California           |             |
| Pierre                 | Dakota del Sud       |             |
| Pine Bluff             | Arkansas             |             |
| Pittsburgh             | Pennsylvania         |             |
| Pittsfield             | Massachusetts        |             |
| Pittston               | Pennsylvania         |             |
| Placentia              | California           |             |
| Plano                  | Texas                |             |
| Plantation             | Florida              |             |
| Plattsburgh            | New York             |             |
| Pocatello              | Idaho                |             |
| Pomona                 | California           |             |
| Pompano Beach          | Florida              |             |
| Port Arthur            | Texas                |             |
| Port Huron             | Michigan             |             |
| Port Jervis            | New York             |             |
| Port Orford            | Oregon               |             |
| Port St. Lucie         | Florida              |             |
| Portland               | Maine                |             |
| Portland               | Oregon               |             |
| Portsmouth             | New Hampshire        |             |
| Pottsville             | Pennsylvania         |             |
| Poughkeepsie           | New York             |             |
| Powell                 | Wyoming              |             |
| Prescott               | Arizona              |             |
| Presque Isle           | Maine                |             |
| Princeton              | New Jersey           |             |
| Providence             | Rhode Island         |             |
| Provo                  | Utah                 |             |
| Pueblo                 | Colorado             |             |
| Pulaski                | Tennessee            |             |
| Pullman                | Washington           |             |
| Quincy                 | Illinois             |             |
| Quincy                 | Massachusetts        |             |
| Racine                 | Wisconsin            |             |
| Radford                | Virginia             |             |
| Raleigh                | Carolina del Nord    |             |
| Rancho Cordova         | California           |             |
| Rancho Cucamonga       | California           |             |
| Rancho Palos Verdes    | California           |             |
| Rancho Santa Margarita | California           |             |
| Rapid City             | Dakota del Sud       |             |
| Rawlins                | Wyoming              |             |
| Reading                | Pennsylvania         |             |
| Redding                | California           |             |
| Redlands               | California           |             |
| Redondo Beach          | California           |             |
| Reedsport              | Oregon               |             |
| Rehoboth Beach         | Delaware             |             |
| Reno                   | Nevada               |             |
| Rensselaer             | New York             |             |
| Revere                 | Massachusetts        |             |
| Rialto                 | California           |             |
| Richland               | Washington           |             |
| Richmond               | Kentucky             |             |
| Richmond               | Virginia             |             |
| Riverside              | California           |             |
| Riverton               | Wyoming              |             |
| Roanoke                | Virginia             |             |
| Rochester              | Minnesota            |             |
| Rochester              | New Hampshire        |             |
| Rochester              | New York             |             |
| Rock Island            | Illinois             |             |
| Rock Springs           | Wyoming              |             |
| Rockford               | Illinois             |             |
| Rockville              | Maryland             |             |
| Rocky Mount            | Carolina del Nord    |             |
| Rolla                  | Missouri             |             |
| Rolling Hills          | California           |             |
| Rolling Hills Estates  | California           |             |
| Rome                   | Georgia              |             |
| Rome                   | New York             |             |
| Rosemead               | California           |             |
| Roseville              | California           |             |
| Roswell                | Georgia              |             |
| Roswell                | Nuovo Messico        |             |
| Ruston                 | Louisiana            |             |
| Rutland                | Vermont              |             |
| Rye                    | New York             |             |
| Saco                   | Maine                |             |
| Sacramento             | California           |             |
| Saginaw                | Michigan             |             |
| Sahuarita              | Arizona              |             |
| Saint Cloud            | Minnesota            |             |
| Saint Paul             | Minnesota            |             |
| Saint Louis            | Missouri             |             |
| Salem                  | Massachusetts        |             |
| Salem                  | Oregon               |             |
| Salem                  | Virginia Occidentale |             |
| Salinas                | California           |             |
| Salisbury              | Maryland             |             |
| Salt Lake City         | Utah                 |             |
| San Angelo             | Texas                |             |
| San Antonio            | Texas                |             |
| San Bernardino         | California           |             |
| San Clemente           | California           |             |
| San Diego              | California           |             |
| San Dimas              | California           |             |
| San Fernando           | California           |             |
| San Francisco          | California           |             |
| San Gabriel            | California           |             |
| San Jose               | California           |             |
| San Juan Capistrano    | California           |             |
| San Luis Obispo        | California           |             |
| San Marino             | California           |             |
| San Mateo              | California           |             |
| San Rafael             | California           |             |
| Sandpoint              | Idaho                |             |
| Sandy                  | Utah                 |             |
| Sandy Springs          | Georgia              |             |
| Sanford                | Maine                |             |
| Santa Ana              | California           |             |
| Santa Barbara          | California           |             |
| Santa Clarita          | California           |             |
| Santa Cruz             | California           |             |
| Santa Fe               | Nuovo Messico        |             |
| Santa Fe Springs       | California           |             |
| Santa Monica           | California           |             |
| Sarasota               | Florida              |             |
| Saratoga Springs       | New York             |             |
| Sault Ste. Marie       | Michigan             |             |
| Savannah               | Georgia              |             |
| Scarborough            | Maine                |             |
| Schaumburg             | Illinois             |             |
| Schenectady            | New York             |             |
| Scottsbluff            | Nebraska             |             |
| Scottsdale             | Arizona              |             |
| Scranton               | Pennsylvania         |             |
| Seaford                | Delaware             |             |
| Seal Beach             | California           |             |
| Seattle                | Washington           |             |
| Sedalia                | Missouri             |             |
| Selma                  | Alabama              |             |
| Seward                 | Alaska               |             |
| Shamokin               | Pennsylvania         |             |
| Sharon                 | Pennsylvania         |             |
| Shawnee                | Oklahoma             |             |
| Sheboygan              | Wisconsin            |             |
| Shelton                | Connecticut          |             |
| Sheridan               | Wyoming              |             |
| Sherrill               | New York             |             |
| Shreveport             | Louisiana            |             |
| Sierra Madre           | California           |             |
| Sierra Vista           | Arizona              |             |
| Signal Hill            | California           |             |
| Simi Valley            | California           |             |
| Sioux City             | Iowa                 |             |
| Sioux Falls            | Dakota del Sud       |             |
| Sitka                  | Alaska               |             |
| Slidell                | Louisiana            |             |
| Somersworth            | New Hampshire        |             |
| Somerville             | Massachusetts        |             |
| Sonoma                 | California           |             |
| South Bend             | Indiana              |             |
| South Burlington       | Vermont              |             |
| South El Monte         | California           |             |
| South Gate             | California           |             |
| South Pasadena         | California           |             |
| South Portland         | Maine                |             |
| Spartanburg            | Carolina del Sud     |             |
| Spokane                | Washington           |             |
| Spokane Valley         | Washington           |             |
| Springdale             | Arkansas             |             |
| Springfield            | Illinois             |             |
| Springfield            | Massachusetts        |             |
| Springfield            | Missouri             |             |
| Springfield            | Ohio                 |             |
| Saint Albans           | Vermont              |             |
| St. Augustine          | Florida              |             |
| St. George             | Utah                 |             |
| St. Johnsbury          | Vermont              |             |
| Saint Joseph           | Missouri             |             |
| St. Marys              | Pennsylvania         |             |
| Saint Petersburg       | Florida              |             |
| Stafford               | Virginia             |             |
| Stamford               | Connecticut          |             |
| Standish               | Maine                |             |
| Stanton                | California           |             |
| Starkville             | Mississippi          |             |
| Statesboro             | Georgia              |             |
| Staunton               | Virginia             |             |
| Steubenville           | Ohio                 |             |
| Stevens Point          | Wisconsin            |             |
| Stillwater             | Oklahoma             |             |
| Stockton               | California           |             |
| Sturgis                | Dakota del Sud       |             |
| Suffolk                | Virginia             |             |
| Sugar Land             | Texas                |             |
| Sun Valley             | Idaho                |             |
| Sunbury                | Pennsylvania         |             |
| Sunrise                | Florida              |             |
| Superior               | Wisconsin            |             |
| Syracuse               | New York             |             |
| Tacoma                 | Washington           |             |
| Tallahassee            | Florida              |             |
| Tampa                  | Florida              |             |
| Taunton                | Massachusetts        |             |
| Taylorsville           | Utah                 |             |
| Temecula               | California           |             |
| Tempe                  | Arizona              |             |
| Temple City            | California           |             |
| Terre Haute            | Indiana              |             |
| Texarkana              | Arkansas             |             |
| Texas City             | Texas                |             |
| The Dalles             | Oregon               |             |
| Thibodaux              | Louisiana            |             |
| Thomasville            | Georgia              |             |
| Thousand Oaks          | California           |             |
| Titusville             | Pennsylvania         |             |
| Tok                    | Alaska               |             |
| Toledo                 | Ohio                 |             |
| Tonawanda              | New York             |             |
| Topeka                 | Kansas               |             |
| Torrance               | California           |             |
| Torrington             | Connecticut          |             |
| Torrington             | Wyoming              |             |
| Trenton                | New Jersey           |             |
| Troy                   | Alabama              |             |
| Troy                   | Michigan             |             |
| Troy                   | New York             |             |
| Truth or Consequences  | Nuovo Messico        |             |
| Tucson                 | Arizona              |             |
| Tulsa                  | Oklahoma             |             |
| Tupelo                 | Mississippi          |             |
| Tuscaloosa             | Alabama              |             |
| Tuskegee               | Alabama              |             |
| Tustin                 | California           |             |
| Twin Falls             | Idaho                |             |
| Two Rivers             | Alaska               |             |
| Tyler                  | Texas                |             |
| Union City             | California           |             |
| Uniontown              | Pennsylvania         |             |
| Urbana                 | Illinois             |             |
| Utica                  | New York             |             |
| Vail                   | Colorado             |             |
| Valdez                 | Alaska               |             |
| Valdosta               | Georgia              |             |
| Valencia               | California           |             |
| Vallejo                | California           |             |
| Valparaiso             | Indiana              |             |
| Vancouver              | Washington           |             |
| Vergennes              | Vermont              |             |
| Vermillion             | Dakota del Sud       |             |
| Vernon                 | California           |             |
| Vicksburg              | Mississippi          |             |
| Villa Park             | California           |             |
| Vincennes              | Indiana              |             |
| Vineland               | New Jersey           |             |
| Virginia Beach         | Virginia             |             |
| Visalia                | California           |             |
| Waco                   | Texas                |             |
| Wahoo                  | Nebraska             |             |
| Walla Walla            | Washington           |             |
| Walnut                 | California           |             |
| Waltham                | Massachusetts        |             |
| Warner Robins          | Georgia              |             |
| Warren                 | Michigan             |             |
| Warren                 | Pennsylvania         |             |
| Warwick                | Rhode Island         |             |
| Washington             | Pennsylvania         |             |
| Washington             | Delaware             |             |
| Waterbury              | Connecticut          |             |
| Waterloo               | Iowa                 |             |
| Watertown              | Dakota del Sud       |             |
| Watertown              | Massachusetts        |             |
| Watertown              | New York             |             |
| Watervliet             | New York             |             |
| Waukegan               | Illinois             |             |
| Wausau                 | Wisconsin            |             |
| Waycross               | Georgia              |             |
| Webster Groves         | Missouri             |             |
| Weirton                | Virginia Occidentale |             |
| Wells                  | Maine                |             |
| West Bend              | Wisconsin            |             |
| West Covina            | California           |             |
| West Hartford          | Connecticut          |             |
| West Haven             | Connecticut          |             |
| West Hollywood         | California           |             |
| West Jordan            | Utah                 |             |
| West Lafayette         | Indiana              |             |
| West Memphis           | Arkansas             |             |
| West Palm Beach        | Florida              |             |
| West Springfield       | Massachusetts        |             |
| West Valley City       | Utah                 |             |
| West Warwick           | Rhode Island         |             |
| Westfield              | Massachusetts        |             |
| Westlake Village       | California           |             |
| Westminster            | California           |             |
| Weymouth               | Massachusetts        |             |
| Wheaton                | Illinois             |             |
| Wheeling               | Virginia Occidentale |             |
| White Plains           | New York             |             |
| Whittier               | California           |             |
| Wichita Falls          | Texas                |             |
| Wichita                | Kansas               |             |
| Wilkes-Barre           | Pennsylvania         |             |
| Williamsburg           | Virginia             |             |
| Williamsport           | Pennsylvania         |             |
| Williston              | Dakota del Nord      |             |
| Wilmington             | Carolina del Nord    |             |
| Wilmington             | Delaware             |             |
| Wilson                 | Carolina del Nord    |             |
| Winnemucca             | Nevada               |             |
| Winooski               | Vermont              |             |
| Winston-Salem          | Carolina del Nord    |             |
| Wisconsin Rapids       | Wisconsin            |             |
| Woburn                 | Massachusetts        |             |
| Woonsocket             | Rhode Island         |             |
| Worcester              | Massachusetts        |             |
| Worland                | Wyoming              |             |
| Wrightsville Beach     | Carolina del Nord    |             |
| Wynne                  | Arkansas             |             |
| Yakima                 | Washington           |             |
| Yarmouth               | Maine                |             |
| Yazoo City             | Mississippi          |             |
| Yonkers                | New York             |             |
| Yorba Linda            | California           |             |
| York                   | Maine                |             |
| York                   | Pennsylvania         |             |
| Youngstown             | Ohio                 |             |
| Ypsilanti              | Michigan             |             |
| Yuma                   | Arizona              |             |

### Territori non incorporati
Sono indicate in grassetto le capitali territoriali.
| Città            | Territorio                    |
| ---------------- | ----------------------------- |
| Agat             | Guam                          |
| Aguadilla        | Porto Rico                    |
| Arecibo          | Porto Rico                    |
| Bayamón          | Porto Rico                    |
| Caguas           | Porto Rico                    |
| Carolina         | Porto Rico                    |
| Charlotte Amalie | Isole Vergini Americane       |
| Christiansted    | Isole Vergini Americane       |
| Cruz Bay         | Isole Vergini Americane       |
| Fajardo          | Porto Rico                    |
| Frederiksted     | Isole Vergini Americane       |
| Guánica          | Porto Rico                    |
| Guayama          | Porto Rico                    |
| Guayanilla       | Porto Rico                    |
| Hagåtña          | Guam                          |
| Mayagüez         | Porto Rico                    |
| Merizo           | Guam                          |
| Pago Pago        | Samoa Americane               |
| Ponce            | Porto Rico                    |
| Saipan           | Isole Marianne Settentrionali |
| San Juan         | Porto Rico                    |
| Tamuning         | Guam                          |
| Yigo             | Guam                          |